# Леопард-2
«Леопа́рд-2» (нем. Leopard 2) — немецкий основной боевой танк второго поколения. Танк начала разрабатывать в 1968 году фирма Krauss-Maffei, в 1970 году министр обороны ФРГ Гельмут Шмидт сделал его основой для перспективного боевого танка для бундесвера, в 1972 году были построены первые прототипы. В 1976 году прототип Leopard 2AV проходил сравнительные испытания вместе с прототипом XM1 на Абердинском полигоне в США. Первый серийный танк «Леопард-2» был передан немецкой армии 25 октября 1979 года. К 2015 году всего было произведено более 3600 танков этого типа.
Благодаря высокой огневой мощи, постоянному улучшению боеприпасов, хорошей защите, высокой точности стрельбы (в том числе в движении), высококачественным приборам наблюдения танк пользуется большим спросом на экспортном рынке. После окончания холодной войны Германия и два других первых оператора танка ― Нидерланды и Швейцария — стали предлагать танки на экспорт из состава своих вооружённых сил. В результате танк находится на вооружении 14 европейских стран, а также Канады, Турции, Катара, Сингапура и Чили, танковый парк бундесвера сократился с 2125 до 328 единиц, а Нидерланды полностью отказались от бронетанковых войск. В силу широкой географии стран-эксплуатантов, часть из которых производили танки на собственной территории, существует большое количество модификаций танка и проектов его модернизации, наиболее распространённой является модификация 2A4 и её модернизации, а наиболее современной серийной — 2A7V. Считается самым коммерчески успешным танком в мире.

## История создания

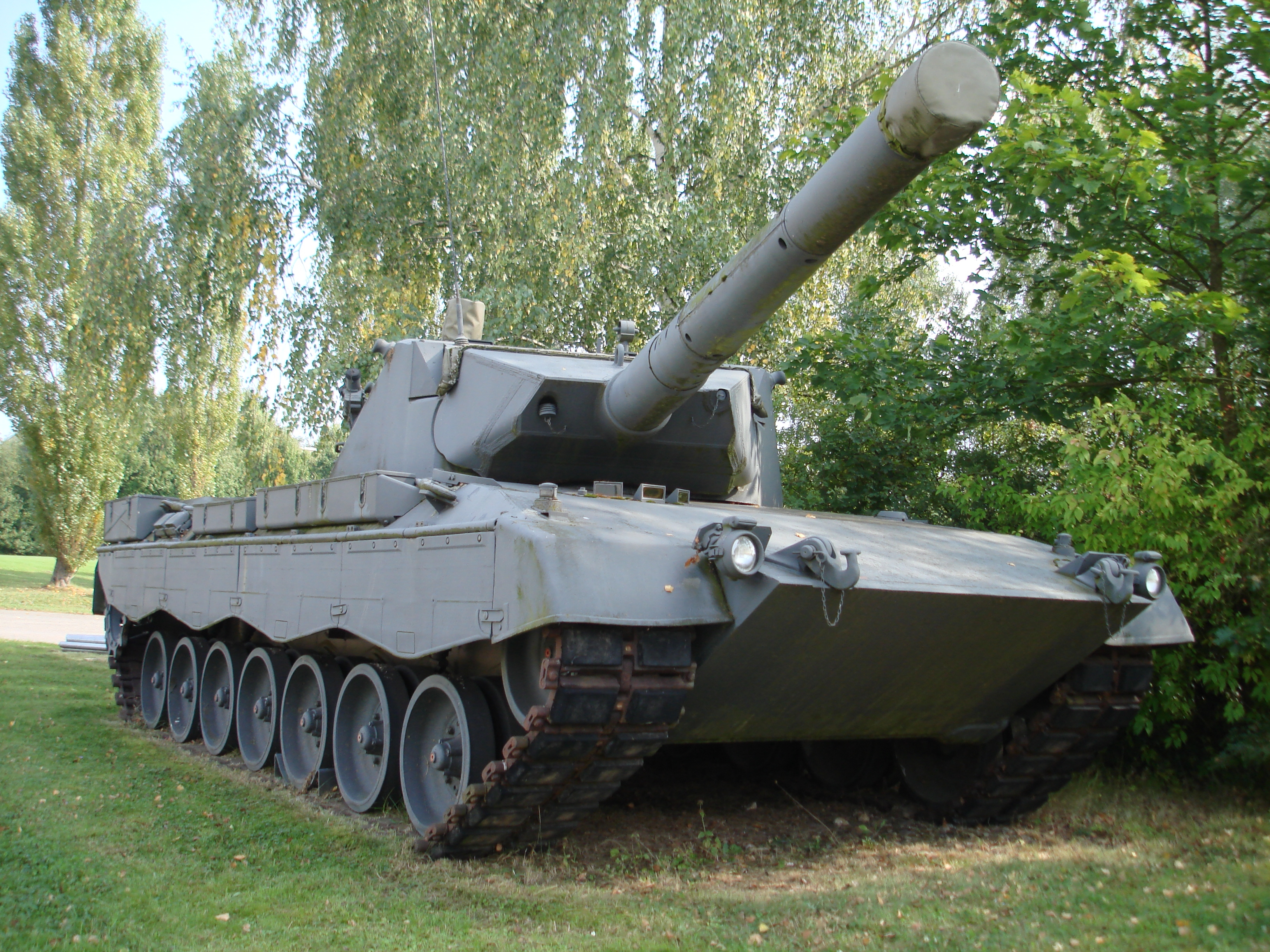
Прототип танка «Леопард-2» с корпусом PT-15 и башней T02 с пушкой калибра 105 мм

Уже когда танк «Леопард-1», тогда называвшийся просто «Леопард», с пушкой калибра 105 мм только поступил на вооружение ФРГ в 1965 году, западногерманские военные начали ставить вопрос о необходимости разработки танка с пушкой бо́льшего калибра и усиленной бронёй, который бы мог сравнится с танками СССР, у которого на вооружении уже стоял Т-62 с пушкой калибра 115 мм и разрабатывались танки с пушкой калибра 125 мм. Сначала ФРГ разрабатывали такой танк вместе с США, проект назывался MBT-70 (нем. KpfPz 70). Сомнения в возможности довести опытный танк до серийного производства возникли уже в 1967 году. Из-за постоянно растущей стоимости проекта ФРГ вышла из него в 1969 году.

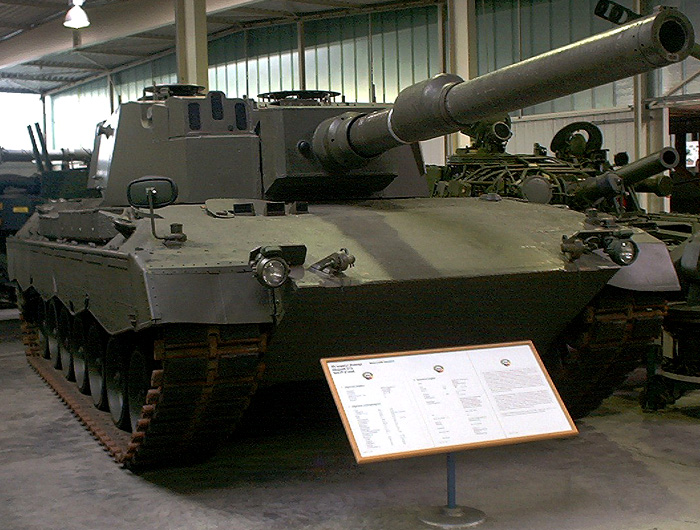
Прототип танка «Леопард-2» с башней T14 mod

В 1967 году компания Porsche получила заказ на разработку нового танка на базе «Леопарда-1». Её программа, получившая в 1967 году название «Позолоченный леопард» (нем. vergoldeter Leopard), была сосредоточена на внедрении передовых технологий в конструкцию «Леопарда-1». Новый танк должен был получить автомат заряжания, спаренный пулемёт и независимый перископ командира. Предусматривалась возможность управления зенитным пулемётом изнутри машины, а для наблюдения за ситуацией должна была использоваться телекамера на выдвижной мачте. Форму башни и корпуса предполагалось оптимизировать с использованием литой стальной брони. Подвеску, трансмиссию и выхлопную систему двигателя также предполагалось модернизировать. Параллельно фирма Krauss-Maffei с 1968 года разрабатывала свой танк на базе наработок MBT-70, её проект назывался «Вепрь» (нем. Keiler). В 1970 году министр обороны ФРГ Гельмут Шмидт принял решение сосредоточиться на проекте фирмы Krauss-Maffei, но при этом обязал её сотрудничать и использовать наработки фирм Porsche по ходовой части и Wegmann по башне (на тот момент последняя ещё была независимой компанией, она объединилась с Krauss-Maffei в 1999 году).
На строительство двух прототипов было выделено от 30 до 32 млн немецких марок. Одним из требований к новому танку была высокая вероятность поражения целей, в том числе в движении, благодаря использованию компьютерной системы управления огнём. Первые прототипы проекта «Вепрь» (ET 01 и ET 02) были построены в 1969 и 1970 годах, оба с двигателем MB 872 мощностью 1500 л. с. фирмы MTU Friedrichshafen (на тот момент подразделения Daimler-Benz), который разрабатывался для MBT-70. В 1971 году проект получил название «Леопард-2», таким образом, танк «Леопард» 1965 года задним числом был переименован в «Леопард-1». Руководителем проекта был назначен Пауль-Вернер Крапке. Первоначально проектировались две версии танка: Leopard 2K с пушкой калибра 120 мм и Leopard 2FK с пушкой/пусковой установкой XM150 калибра 152 мм от MBT-70.
В 1971 году было заказано 17 прототипов шасси и башен Leopard 2K, каждый из которых обладал некоторыми уникальными конструкционными элементами, чтобы протестировать различные конструкторские решения. Было построено 16 корпусов, получивших номера от PT-1 до PT-17 (от корпуса PT-12 отказались), и все 17 башен, получивших номера от T1 до T17. В том же году было решено окончательно отказаться от варианта Leopard 2FK. Десять прототипов были вооружены пушкой калибра 105 мм, остальные семь — пушкой калибра 120 мм. В части прототипов броня корпуса и башни изготавливалась из низкоуглеродистой стали, PT/T 6—10 и PT/T 13—17 — из броневой стали. Шасси PT-11 и PT-17 были оснащены гидропневматической подвеcкой от MBT-70, у остальных была торсионная подвеска.
На разработку танка большое влияние оказала война Судного дня. В частности, она показала, что наклонная броня уже не даёт танку надёжной защиты, бо́льшее значение имеет состав и толщина брони. Потому от вариантов башни с наклоном брони, в том числе и от экспериментальной разработки фирмы Wegmann, которую за большой наклон брони назвали «башней землеройки» (нем. Spitzmaus-Turm), было решено отказаться. Для башни выбрали конструкцию прототипа T14, которую усилили блоками комбинированной (композитной) брони, получившуюся башню обозначили T14 mod. Она была оборудована полностью электрическим приводом башни и системой стабилизации, разработанной совместно General Electric и AEG Telefunken. Поскольку использование дополнительных блоков брони существенно увеличивало массу танка, ограничения по весу танка были изменены с MLC 50 на MLC 60.

### Испытания в США
В июле 1973 года США и Германия договорились о высокой степени интеграции компонентов «Леопарда-2» и перспективного американского танка XM-1. Немецкая комиссия отправилась в США для оценки танка XM-1. США для оценки купили у Германии прототип PT-07. 11 декабря 1974 года между Германией и США был подписан меморандум о взаимопонимании (MoU), в котором говорилось, что модифицированная версия «Леопарда-2» должна быть испытана США против их прототипов XM-1.
Версия «Леопарда-2», разработанная для испытаний в США, была названа Leopard 2AV (нем. austere version — упрощенный вариант). В прицел наводчика в соответствии с требованиями американской стороны был интегрирован лазерный дальномер, разработанный совместно с компанией Hughes Aircraft. По сравнению с более ранними прототипами танка была упрощена система управления огнём за счёт замены оптического дальномера EMES-12 и удаления датчика бокового ветра, датчиков давления и температуры воздуха, датчика температуры пороха, командирского прицела PERI R12 с ИК-прожектором, противопехотного гранатомёта ближнего действия, выдвижного прожектора, выдвижного пассивного прицела ночного видения, вспомогательной силовой установки и автомата заряжания. На испытания в США были отправлены два корпуса PT-19 и PT-20, три башни T19 (с британской пушкой Royal Ordnance L7 калибра 105 мм), T20 и T21 (с пушками Rh-120 калибра 120 мм), конструкции которых были основаны на T14 mod.
PT-20 испытывался на бронестойкость в июне 1976 года. 1 сентября 1976 года начались сравнительные испытания PT-19 с башней T19 и XM-1 на Абердинском испытательном полигоне. В ходе испытаний немецкий танк имел равенство с американским по многим показателям, превосходил по ремонтопригодности и запасу хода, однако уступал по кучности и точности стрельбы. Для будущего тендера по основному боевому танку для армии США было установлено 117 критериев, из которых по 77 были выставлены количественные параметры, из них Leopard 2AV соответствовал 61, а XM-1 — 48. Однако по 17 оценочным группам, в которые были собраны критерии, Leopard 2AV соответствовал 6, а XM-1 — 16, что и предопределило победу XM-1 в будущем тендере для армии США. Подписанный MoU запрещал любые возражения по поводу итогов испытаний. Компания FMC показала, что может производить Leopard 2AV по лицензии в Америке, не превышая пределов стоимости, установленных армией США, однако не стала подавать техническую заявку на тендер по основному боевому танку для армии США, так как её руководство считало, что шансы на то, что армия США примет на вооружение танк, разработанный не в США, практически равны нулю.

## Конструкция

### Компоновка
«Леопард-2» имеет классическую компоновку, с размещением моторно-трансмиссионного отделения в кормовой, боевого отделения в средней и отделения управления — в лобовой частях машины. Экипаж танка состоит из четырёх человек: командира, наводчика, заряжающего и механика-водителя — механик-водитель находится в передней части корпуса, командир танка, наводчик орудия (справа от орудия) и заряжающий (слева) находятся в башне. Начиная с версии 2A6 посередине кормы корпуса устанавливается камера заднего вида механика-водителя с углом обзора 65° по горизонтали и вертикали. Вооружение всех танков, до версии 2А6, состоит из 120-мм гладкоствольной пушки компании Rheinmetall длиной ствола 44 калибра (2A6 и выше — длиной 55 калибров), двух 7,62-мм пулемётов MG3 — спаренного с пушкой и зенитного, расположенного на крыше башни. Кроме того, на башне имеются блоки мортир, предназначенных для постановки дымовой завесы. На танках постоянно модернизировались броневая защита и система управления огнём.
```
Рисунок 1
: 
1.
 Кольцевой радиатор охлаждения двигателя; 
2.
 Вентилятор радиатора; 
3.
 Решётка воздухозаборника радиатора; 
4.
 Силовая установка MB 873 Ka-501; 
5.
 Основная боеукладка; 
6.
 Воздухозаборник двигателя; 
7.
 Левый аккумуляторный ящик; 
8.
 Люк заряжающего; 
9.
 Люк командира; 
10.
 Зенитный пулемёт; 
11.
 Рабочее место заряжающего; 
12.
 Командирский прицел PERI R17; 
13.
 Курсовой пулемёт; 
14.
 Запасной прицел наводчика FERO-Z18; 
15.
 Основной прицел наводчика EMES 15; 
16.
 Дополнительная боеукладка; 
17.
 Левый топливный бак; 
18.
 Эжектор; 
19.
 Эталонное зеркало системы полевой корректировки прицела; 
20.
 Грунтозацеп на траки для слабых грунтов; 
21.
 Левый буксировочный крюк; 
22.
 Композитная вставка лобовой брони корпуса; 
23.
 Натяжной ролик гусеницы; 
24.
 Композитная броневставка башни; 
25.
 Место механика-водителя; 
26.
 Правый топливный бак; 
27.
 Место наводчика; 
28.
 Место командира; 
29.
 Мортиры постановки дымовой завесы; 
30.
 Компьютер системы управления огнём; 
31.
 Вышибная крышка отсека основной боеукладки; 
32.
 Опорный каток (по 7 с каждого борта); 
33.
 Правый аккумуляторный ящик; 
34.
 Правый задний ящик ЗИП; 
35.
 Ведущая звёздочка; 
36.
 Указатель заднего габарита для командира танка; 
37.
 Защитная решётка выброса нагретого воздуха из отсека охлаждения двигателя.
```

### Броневой корпус и башня
Башня и корпус танка сварные. Верхний лобовой лист корпуса имеет угол наклона 45°. В конструкции бронекорпуса и башни используется комбинированная броня «третьего поколения», первоначально (1970-е гг.) созданная на базе брони типа «Чобхэм». Крыша танка имеет толщину броневых листов 40 мм, борт — 60-70 мм, днище — 20 мм. В нише крыши башни над боекомплектом установлены вышибные панели. В верхнем части корпуса есть люк для установки дополнительных экранов. Защита бортов корпуса также может быть усилена при помощи съёмных противокумулятивных экранов толщиной 110 мм, представляющих собой стальные короба (спереди 1/3 длины экрана) и армированная резина (2/3 длины). Начиная с версии 2А5 внутренние поверхности боевого отделения танка покрыты тканевыми матами (подбоем) из высокопрочного арамидного волокна. Их назначение — уменьшение кинетической энергии и угла конуса разлёта вторичных осколков при пробитии брони.
| Толщина брони лба башни и лба корпуса в эквиваленте стальной катаной гомогенной брони | Толщина брони лба башни и лба корпуса в эквиваленте стальной катаной гомогенной брони | Толщина брони лба башни и лба корпуса в эквиваленте стальной катаной гомогенной брони | Толщина брони лба башни и лба корпуса в эквиваленте стальной катаной гомогенной брони | Толщина брони лба башни и лба корпуса в эквиваленте стальной катаной гомогенной брони |
| Модель                                                                                | 2A1-A3                                                                                | 2A4                                                                                   | 2A5-2A6                                                                               | Stridsvagn 122                                                                        |
| ------------------------------------------------------------------------------------- | ------------------------------------------------------------------------------------- | ------------------------------------------------------------------------------------- | ------------------------------------------------------------------------------------- | ------------------------------------------------------------------------------------- |
| лоб башни от кинетических снарядов, мм                                                | 350 — 550                                                                             | 600                                                                                   | 620                                                                                   | 620 — 780                                                                             |
| лоб башни от кумулятивных боеприпасов, мм                                             | 520                                                                                   | 620 — 710                                                                             | 620 — 750                                                                             | 750 — 920                                                                             |
| лоб корпуса от кинетических снарядов, мм                                              | 500 — 550                                                                             | 590 — 690                                                                             | 850 — 930                                                                             | 920 — 940                                                                             |
| лоб корпуса от кумулятивных боеприпасов, мм                                           | 810                                                                                   | 810 — 1290                                                                            | 980 — 1730                                                                            | 1290 — 1960                                                                           |

### Вооружение
«Леопард-2» оснащен 120-мм гладкоствольной пушкой Rh-120 фирмы Rheinmetall. Ствол имеет стеклопластиковый теплозащитный кожух и эжектор. Внутренняя поверхность ствола усилена автофретированием. Модификации танка с А0 по А5 оснащались пушкой с длиной ствола 44 калибра. Модификации, начиная с А6, оснащены пушкой с длиной ствола 55 калибров. В боекомплект входят бронебойные оперённые подкалиберные снаряды и фугасно-кумулятивные, предназначенные для поражения широкого спектра целей. Ствол рассчитан не менее чем на 500 выстрелов. 15 из 42 выстрелов хранятся в укладке первой очереди, расположенной в кормовой нише башни под вышибной панелью, остальные находятся в передней части корпуса танка слева от механика-водителя. Основными снарядами являются БОПС DM43 и кумулятивно-осколочный DM12. С пушкой спарен пулемёт MG3 калибра 7,62-мм. Ещё один MG3 находится в турельной установке на люке заряжающего. С 1998 года возможно применение БОПС DM-53 (2А5).
| Используемые боеприпасы | Используемые боеприпасы                                     | Используемые боеприпасы                                    |
| Противотанковые         | Противотанковые                                             | Противотанковые                                            |
| Наименование            | тип                                                         | пробиваемая броня на расстоянии 2 км в эквиваленте RHA, мм |
| ----------------------- | ----------------------------------------------------------- | ---------------------------------------------------------- |
| DM-33                   | кинетический                                                | 470                                                        |
| DM-43 (LKE-I)           | кинетический                                                | 560 — 600                                                  |
| DM-53 (LKE-II)          | кинетический                                                | 650 ― 750                                                  |
| DM-63 (LKE-II)          | кинетический                                                | 650 ― 750                                                  |
| DM-73                   | кинетический                                                | 800                                                        |
| M829A3                  | кинетический                                                | 800                                                        |
| DM-12                   | кумулятивно-осколочный                                      | 480                                                        |
| Многоцелевые            |                                                             |                                                            |
| Наименование            | тип                                                         | поражающий элемент                                         |
| DM-11                   | осколочно-фугасно-шрапнельный с программируемым взрывателем | вольфрамовые пули                                          |

### Система управления огнём
Начиная с версии 2A4, танк оборудован полностью цифровой системой управления огнём (СУО). Она способна использовать различные типы боеприпасов, рассчитывая баллистическую траекторию с учётом их характеристик, температуры воздуха, температуры снаряда, топографии местности и бокового ветра. Если танк ведёт стрельбу по движущейся цели, также учитываются угловые скорости по горизонтали и вертикали. Для прицеливания и поражения цели наводчику надо только выбрать мишень и поставить на неё маркер. Обнаружить замаскированные цели помогает тепловизор.

### Средства наблюдения

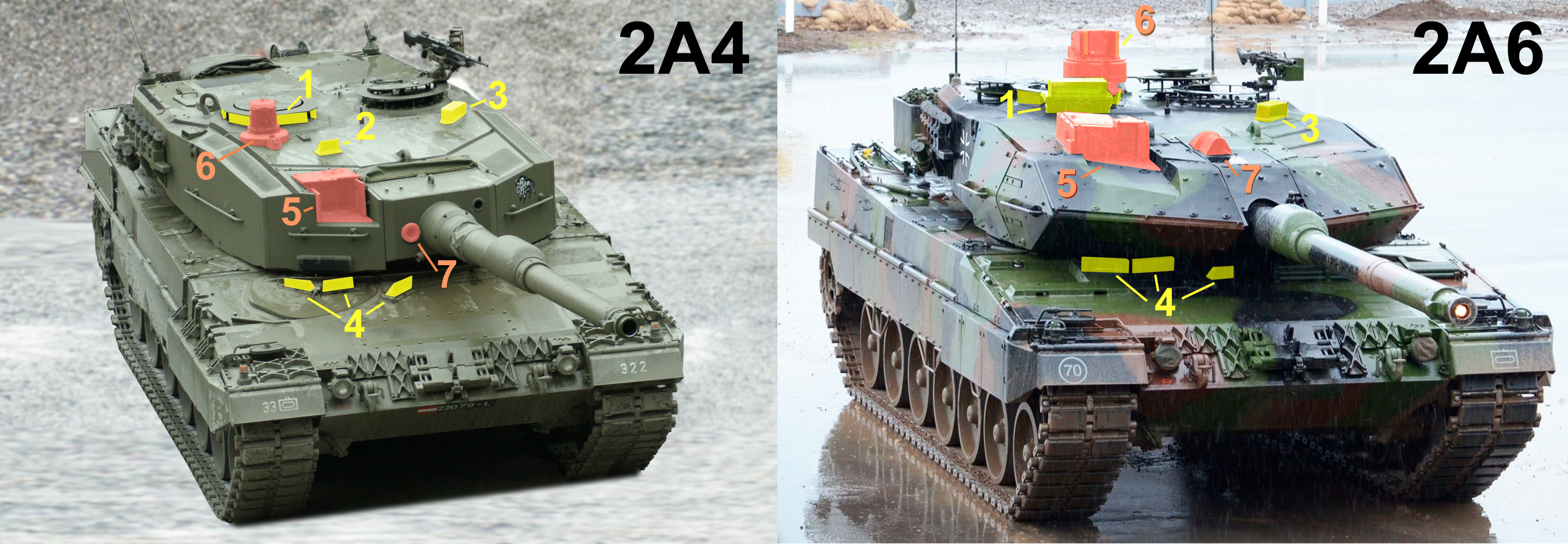
Расположение наружных частей приборов наблюдения и прицелов танка «Леопард-2». 1. триплексы командира; 2. Триплекс наводчика; 3. Триплекс заряжающего; 4. триплексы механика-водителя; 5. EMES 15; 6. PERI R17; 7. FERO-Z18

Танк «Леопард-2» имеет шесть командирских триплексов, расположенных по периметру командирского люка, которые обеспечивают командиру танка круговой обзор (начиная с модификации 2А5 передний триплекс комплекта имеет увеличенный размер для лучшего обзора вперёд). Также имеются триплекс наводчика (начиная с версии 2А5 отсутствует), триплекс заряжающего, и три триплекса механика-водителя (два в люке механика-водителя и один в корпусе слева от люка).

### Прицелы

#### Прицелы наводчика

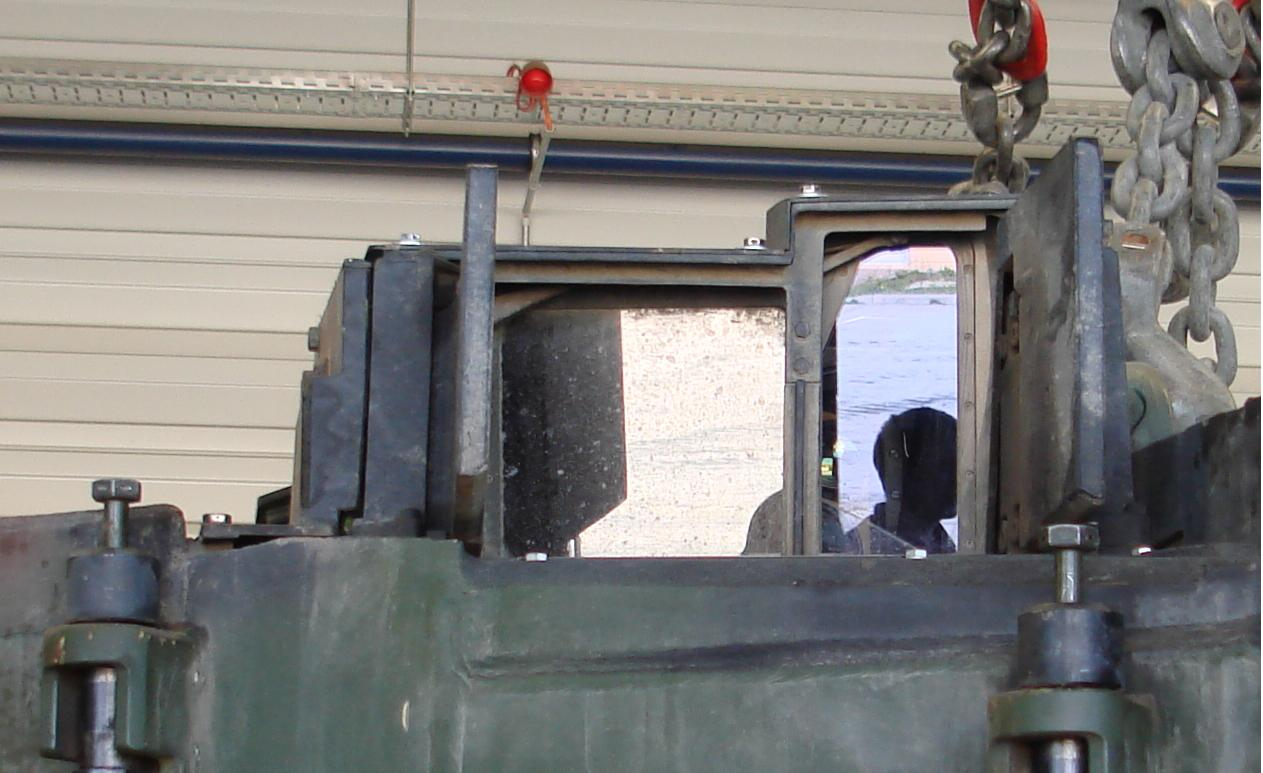
Прицел наводчика EMES 15 танка Leopard 2А5. Слева виден тепловизионный канал, а в меньшем по размеру окне справа ― канал дневного видения и лазерный дальномер

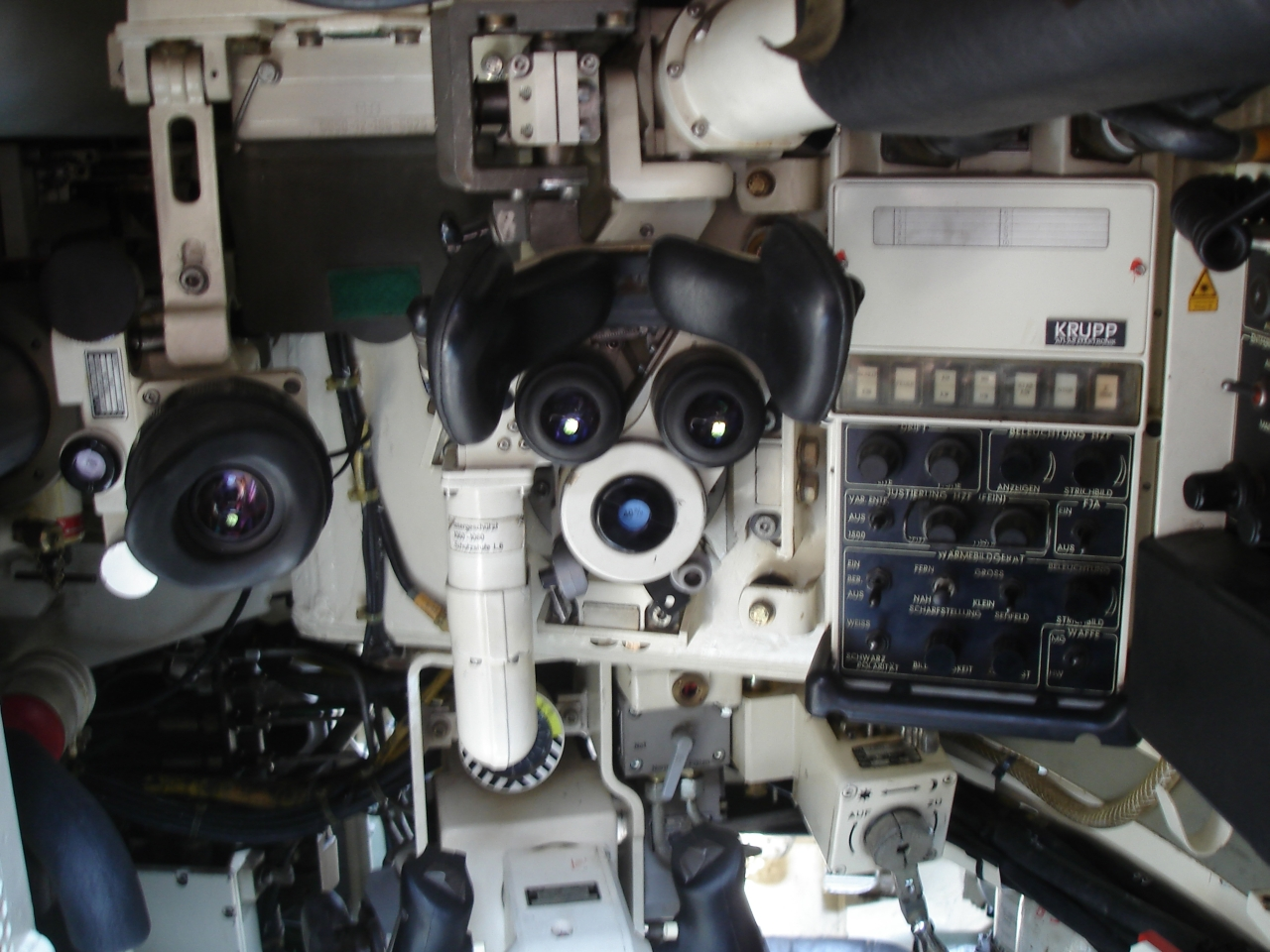
Прицел наводчика

Основной прицел: EMES 15. Имеет независимую стабилизацию в двух плоскостях. В прицеле совмещены тепловизор, а также лазерный и стереоскопический дальномеры, связанные с компьютером СУO танка. Оптический прицел имеет только двенадцатикратное увеличение и поле зрения 5 градусов. Лазерный дальномер: Zeiss-Eltro Optronic CE628. Твердотельный лазер (ND-YAG {неодим-иттрий-алюминий-германий}) измеряет расстояния до 9990 метров с точностью 20 метров, при этом учитываются только расстояния стрельбы от 200 до 4000 метров. Для измерений меньше 200 метров компьютер СУО рассчитывает поправку самостоятельно, значения свыше 4000 метров необходимо вводить вручную. Дальномер может выполнить до трёх измерений за четыре секунды. Данные о дальности передаются на компьютер СУО и используются для расчёта алгоритмов стрельбы. Кроме того, поскольку лазерный дальномер встроен в основной прицел наводчика, наводчик может напрямую считывать цифровое измерение дальности. Тепловизор: WBG-X также от Carl Zeiss с стандартной матрицей Армии США CdHgTe (кадмий-ртуть-теллур) в 120 элементов, работающей в диапазоне волн от 8 до 14 микрон. Имеет режимы четырёх- и двенадцатикратного увеличения. Позволяет вести наблюдение и бой как днём, так и ночью. В рабочем режиме матрица тепловизора должна быть охлаждена до −196 °C, вследствие чего после включения прибора ему требуется примерно 15 минут на охлаждение. Тепловизор охлаждается двигателем замкнутого цикла Стирлинга. Дисплей зелёный монохромный с выбираемой полярностью чёрного или белого, что позволяет отображать источники тепла либо особенно яркими, либо тёмными. В нормальных условиях тепловизор позволяет вести наблюдение на дальности около 3000 метров. Сильный дождь, снег и густой туман значительно уменьшают дальность действия тепловизора.
Вспомогательный прицел: FERO-Z18 с восьмикратным увеличением. Установлен соосно орудию. Если СУО выходит из строя, он служит аварийной оптикой.

#### Прицел командира

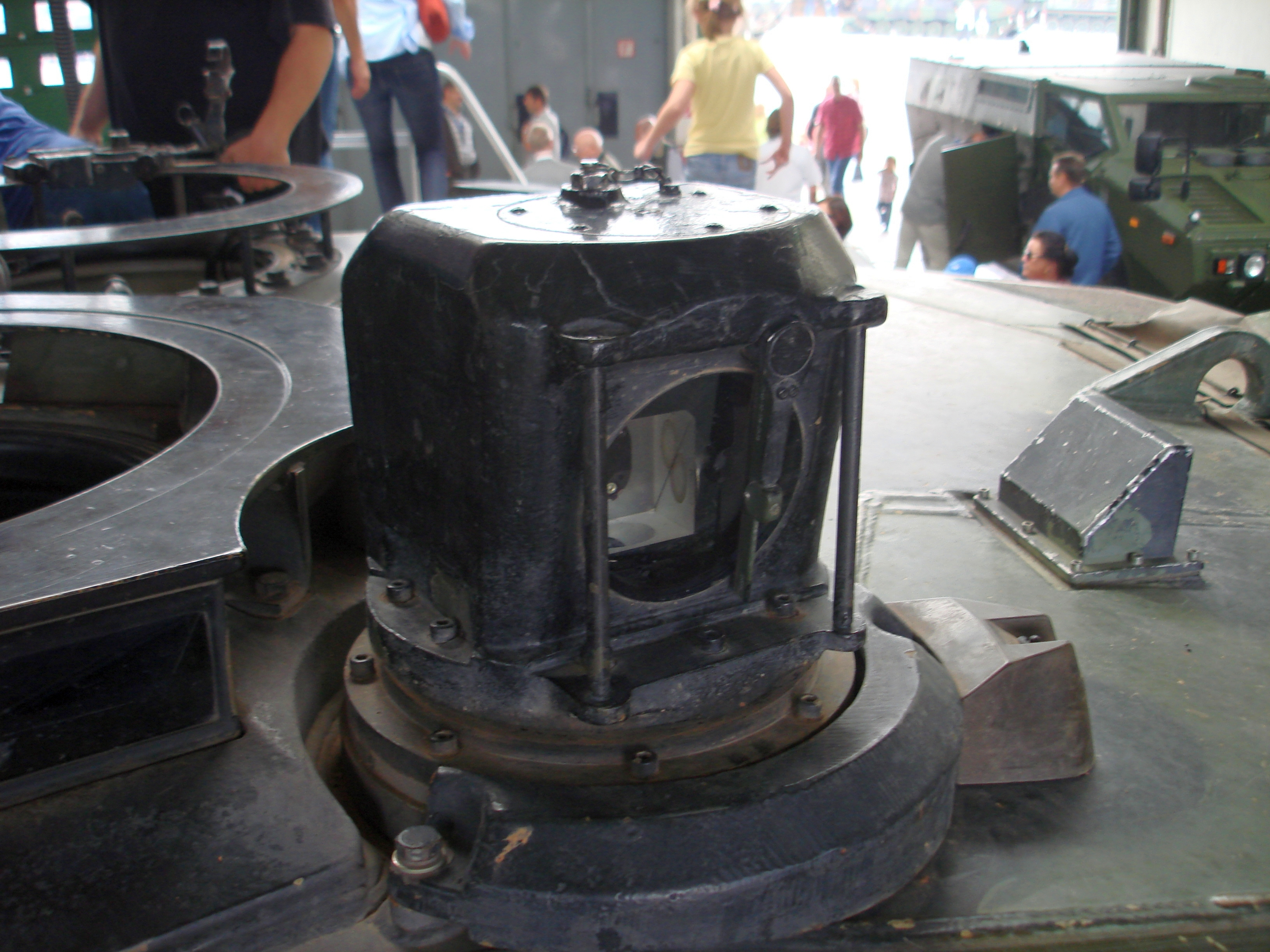
прицел командира PERI R17 танка Leopard 2А4

PERI R17 (PERI R17A2 в версиях 2А5 и выше). Панорамный прицел-перископ со стабилизированной линией визирования и возможностью двух- и восьмикратного увеличения с полем зрения 27 градусов или 7 градусов, в зависимости от установленного увеличения. Обеспечивает круговой обзор с поворотом на 360°. Функция измерения расстояния отсутствует. Командир может самостоятельно наблюдать через прицел за целями, назначать цели наводчику и следить за ним. Для этого в PERI предусмотрены следующие возможности настройки: При нажатии кнопки KH (нем. Kommandant führt Hauptwaffe — командир управляет орудием) башня поворачивается на линию прицеливания PERI. При нажатии кнопки ZÜ (нем. Zielüberwachung — наблюдение за целью), наоборот, PERI поворачивается на линию визирования EMES, командир видит цель наводчика.
В Leopard 2A1 — 2A4 командирский PERI R17 соединён с окулярным узлом EMES через оптический канал. Это позволяет командиру использовать тепловизионный прибор наводчика для наблюдения и управления огнём и меточный канал EMES.
Начиная с версии PERI R17A2 добавлен встроенный тепловизионный модуль OPHELIOS-P. Изображение с него выводится через монитор, находящийся непосредственно под перископом. Также на мониторе возможно отображение изображения EMES. Тепловизор имеет 4-кратное, 12-кратное и 24-кратное увеличение. Два фиксированных положения указателя «на 6 часов» и «на 12 часов» позволяют выровнять линию визирования PERI относительно продольной оси бронекорпуса танка независимо от положения башни. PERI-R17 A2 также может использоваться для стрельбы из орудия, так как он встроен в СУО танка.

### Средства связи и навигации
Ранние версии оснащались УКВ-радиостанциями SEM 25 и SEM 35. Начиная с версии 2A3 танк оснащается цифровой радиостанцией SEM 80/90 компании Standard Elektrik Lorenz. Начиная с версии 2A5 танк оборудован системой наземной навигации от компании LITEF (дочернее подразделение американской Northrop Grumman). Гибридная навигационная система состоит из двух подсистем: глобальной системы позиционирования (GPS) и инерциальной навигационной системы.

### Cистема пожаротушения
Огнеупорная перегородка отделяет боевое отделение от моторного отсека в задней части машины. Боевой отсек оснащён системой обнаружения и тушения пожаров от британской компании Graviner, производимой в Германии по лицензии компанией Deugra Ges. В боевом отделении установлены оптические датчики, а в МТО — термочувствительный кабель.

### Двигатель и трансмиссия

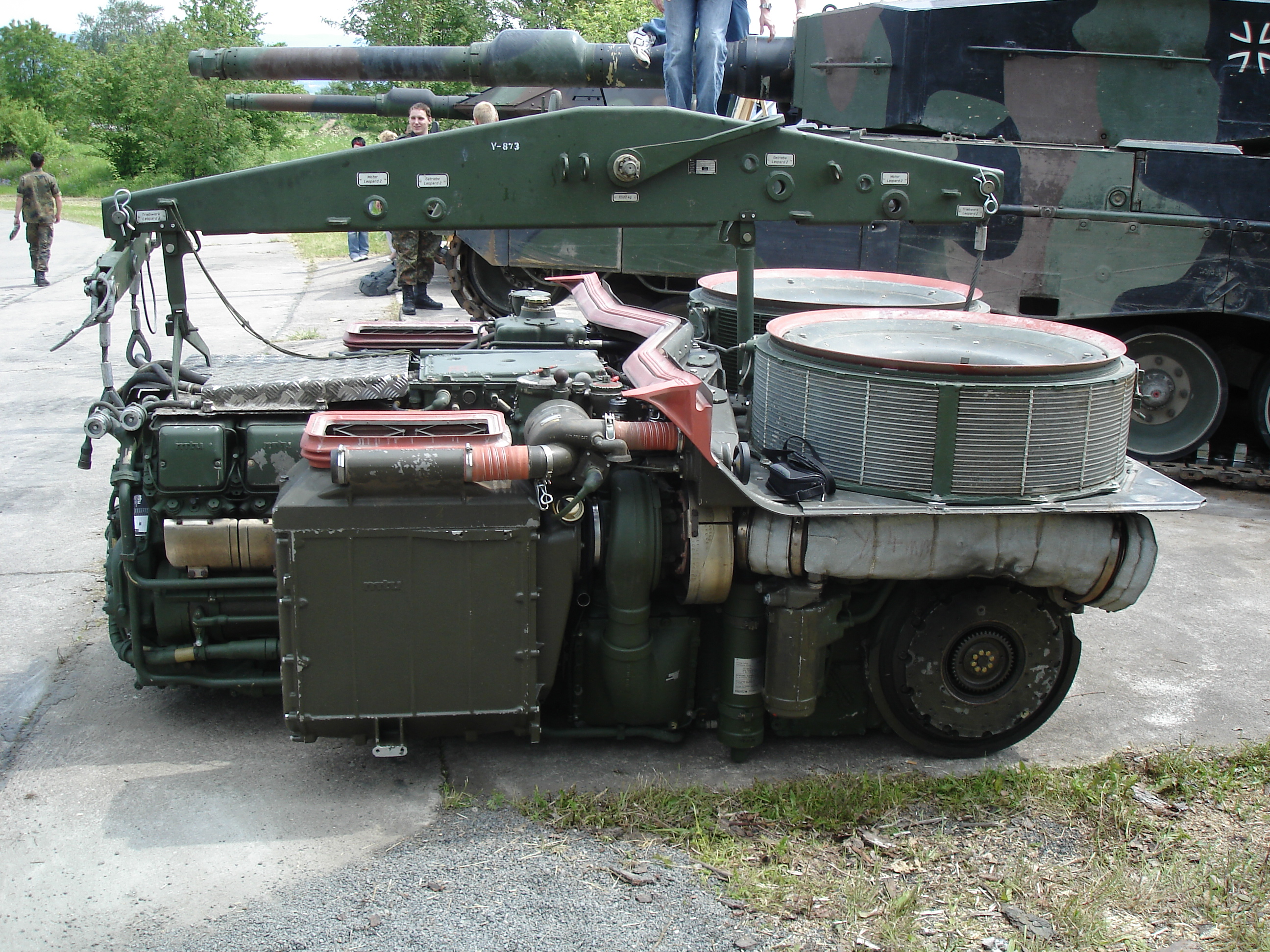
Силовой моноблок с двигателем MTU MB 873 (MTU Friedrichshafen GmbH)

Силовая установка объединена в моноблок; в полевых условиях его можно заменить за 45 минут. Двигатель в МТО расположен вдоль корпуса танка, а между МТО и боевым отделением установлена огнеупорная перегородка. Танк имеет многотопливный V-образный 12-цилиндровый четырёхтактный дизельный двигатель MB 873 мощностью 1500 л. с. при 2600 об/мин. Двигатель разработан и производится германской фирмой MTU, относится к дизелям предкамерного типа, с жидкостным охлаждением и турбонаддувом. На двигателе размещены два турбокомпрессора и два охладителя входящего воздуха, включённые в общую систему охлаждения. Воздух для питания двигателя поступает через два воздухозаборника, расположенные на крыше МТО и прикрытые сверху кормовой нишей башни, в два воздухоочистителя, закреплённые с двух сторон на двигателе и соединённые короткими патрубками с турбокомпрессорами. Воздухоочистители — двухступенчатые. Пыль, отфильтрованная на первой ступени, удаляется электровентиляторами.
Трансмиссия HSWL-354/3 фирмы Renk гидромеханическая с блокируемым комплексным гидротрансформатором, 4-ступенчатой планетарной коробкой передач и дифференциальным двухпоточным механизмом поворота с гидрообъёмной передачей. Гидротрансформатор выключается с помощью блокировочной муфты.
Коробка передач состоит из трёх планетарных рядов с дисковыми тормозами, обеспечивающими включение I, II и III передач, и блокировочного фрикциона для включения IV передачи. Реверс включается с помощью фрикционных элементов; он даёт возможность быстрого переключения с переднего на задний ход в момент, когда танк ещё продолжает двигаться вперёд (со скоростью не более 8 км/ч).

### Ходовая часть
Пробег танка до капитального ремонта установлен в 10 000 километров. Гусеничный движитель содержит по семь опорных и четыре поддерживающих катка на борт, направляющие колеса с механизмом натяжения, ведущие колеса, гусеницы с резинометаллическим шарниром. В системе подрессоривания применена индивидуальная торсионная подвеска с фрикционными амортизаторами на 1, 2, 3, 6, 7 узлах и гидравлическими подрессорниками. Гусеница имеет обрезиненную беговую дорожку и съёмные резиновые подушки.

## Серийное производство в Германии
В 1977 году компания Krauss-Maffei была назначена генеральным подрядчиком на производство и поставку 1800 боевых танков «Леопард-2» для бундесвера, из них 810 танков (45 %) должна была произвести компания Maschinenbau Kiel (MaK) (с 2000 года Rheinmetall Landsysteme), танковые башни к которым должны были производится на заводах компании Wegmann в Касселе и компании Rheinmetall в Дюссельдорфе. Затем заказ был расширен ещё на 325 танков. Итого 2125 экземпляров было выпущено для вооружённых сил Германии в вариантах от A0 до A4. Всего в производственных цепочках участвовало 1500 компаний. В 1979 по контракту компании должны были поставить 6 танков, в 1980—114, в 1981—180, в 1982 году и далее — по 300 танков в год. Последняя партия из 75 танков была поставлена бундесверу в марте 1992 года.
| График поставок танков «Леопард-2» бундесверу | График поставок танков «Леопард-2» бундесверу | График поставок танков «Леопард-2» бундесверу | График поставок танков «Леопард-2» бундесверу |
| Серия                                         | Года производства                             | Версия                                        | Количество                                    |
| --------------------------------------------- | --------------------------------------------- | --------------------------------------------- | --------------------------------------------- |
| 1                                             | 1979-1982                                     | 2A0                                           | 380                                           |
| 2                                             | 1982-1983                                     | 2A1                                           | 450                                           |
| 3                                             | 1983-1984                                     | 2A1                                           | 300                                           |
| 4                                             | 1984-1985                                     | 2A3                                           | 300                                           |
| 5                                             | 1985-1987                                     | 2A4                                           | 370                                           |
| 6                                             | 1988-1989                                     | 2A4                                           | 150                                           |
| 7                                             | 1989-1990                                     | 2A4                                           | 100                                           |
| 8                                             | 1991-1992                                     | 2A4                                           | 75                                            |
| Итого                                         |                                               |                                               | 2125                                          |

В сентябре 1977 года танк был впервые продемонстрирован широкой публике на армейской выставке в Кёльн-Ван. Испытания танка производились в Мюнстере. 25 октября «Леопард-2» был официально принят на вооружение, и первый танк был передан 9-й танковой бригаде бундесвера в Мюнхене.
Затраты на разработку программы «Леопард-2» должны были составить 359,4 млн немецких марок без учёта дальнейшего развития двигателя из программы MBT-70 и разработки 120-мм гладкоствольной пушки и боеприпасов к ней. Реальные расходы выросли до 600 миллионов немецких марок, включая все статьи от экспериментальной разработки до серийного производства (с 1967 по 1984 год). В начале XXI века цена одного танка «Леопард-2» составляла уже от 3 до 7 миллионов евро. В неё помимо самого танка входит техническое обслуживание и поставка запасных частей в течение определённого периода времени.

## Экспортные поставки

### Производство и последующая перепродажа танков 1980-х годов
Во время Холодной войны, помимо Германии, первыми операторами танков «Леопард-2» стали Нидерланды (445 танков) в 1979 году и Швейцария (380 танков) в 1984 году. После окончания Холодной войны государства-операторы танков «Леопард-2» начали активно предлагать на экспорт танки из состава своих вооружённых сил. В результате численность танкового парка бундесвера с 1990 по 2010 года сократилась в 10 раз: с 3500 до 350 единиц, а Нидерланды вовсе отказались от бронетанковых войск (что впоследствии вызвало критику).
Из состава бундесвера было поставлено: 160 2A4 (1994) Швеции (140 впоследствии возвращены), 51 (1994) + 6 (2006) 2A4 (1994) Дании, 108 2A4 Испании (1995), 52 2A4 Норвегии (2001), 128 (2002) + 14 (2012) 2A4 и 105 2A5 (2012) Польше, 124 (2002) + 19 (2012) 2A4 Финляндии, 184 2A4 Греции (2003), 354 2A4 Турции (2005), 140 2A4 Чили (2006), 96 2A4 Сингапуру (2006), 15 2A4 Канаде (2011), 103 2A4 Индонезии (2013).
И состава Вооружённых сил Нидерландов: 114 2A4 (1994) Австрии (40 впоследствии проданы обратно KMW), 80 2A4 и 20 2A6 Канаде (2007), 37 2A6 Португалии (2007), 100 2A6 Финляндии (2014).

### Поставки танков нового производства в 1990—2020-х годах
Свои модификации по лицензии производили Швеция, Испания и Греция. Польша, Канада, Дания, Сингапур и Индонезия модернизировали часть поставленных им машин.
В 2013 году Катар заказал 62 танка Leopard 2А7 новой постройки. Все танки были поставлены до конца 2015 года.
В 2018 году Венгрия заказала у KMW 44 танка Leopard 2А7HU (венгерская версия Leopard 2А7+) и арендовала для обучения экипажей 12 танков Leopard 2А4 из партии танков, купленных KMW у Австрии. Танки, получившие индекс Leopard 2А4HU, после проведённого KMW капитального ремонта были доставлены в Венгрию в течение 2020 года, а в 2021 году дополнительно прибыли 4 башни для замены в случае поломок. Поставка танков Leopard 2А7HU должна начаться в 2023 году.
Всего к 2013 году было произведено более 3600 танков. Благодаря продажам танков из немецких и голландских запасов, «Леопард-2» де-факто стал единым европейским танком.

### Несостоявшиеся сделки
Саудовская Аравия проявляла интерес к танкам «Леопард-2» ещё с 1980-х годов. Но из-за неудовлетворительной ситуации с защитой прав человека в Саудовской Аравии правительство Германии не одобрило продажу танков. В 2011 году Саудовская Аравия вновь попыталась купить немецкие танки. Королевство хотело купить сначала 200 танков, также сообщалось, что общий объём поставок может составить от 600 до 800 танков. В этот раз правительство Германии сначала одобрило сделку, однако после вмешательства Саудовской Аравии в протесты в Бахрейне отозвало разрешение.
В 2003 году Австралия при поиске замены для «Леопарда-1» оценивали Leopard 2A4 и M1A1 «Абрамс», но выбрала последний из соображений более дешёвой логистики. Более современные версии «Леопардов» и «Абрамсов» не рассматривались из-за высокой стоимости.
В 2023 году Румыния также рассматривала новейшие версии танков «Леопард-2» и M1 «Абрамс» в качестве кандидатов на место основного боевого танка, но в итоге Румыния решила приобрести M1 «Абрамс».

### Поставки танков Украине
С апреля 2022 года, находящаяся в условиях полномасштабного военного вторжения России Украина неоднократно ставила вопрос о поставке ей западных танков для защиты своего суверенитета и территориальной целостности. Некоторые страны (Польша, Финляндия) выражали готовность поставить ей свои «Леопарды-2», но для этого требовалось разрешение на реэкспорт со стороны Германии. Германия в свою очередь опасалась эскалации конфликта и ставила условием разрешения на реэкспорт танков «Леопард-2» поставку танков M1 «Абрамс» Украине со стороны США.
Поначалу Германия придерживалась так называемой «программы кругового обмена» (нем. Ringtausch Programme). Она поставляла бывшим странам Восточного блока свои танки, а те, в свою очередь, поставляли Украине оружие советского производства. В обмен на поставку Украине 30 БМП-1 Германия пообещала поставить Словакии 15 танков Leopard 2А4. В обмен на поставку Украине неназванного числа танков Т-72М1 Германия пообещала поставить Чехии 14 танков Leopard 2A4 и 1 БРЭМ BPz Buffel.
Однако после того, как 4 января 2023 года Эммануэль Макрон анонсировал поставку Украине колёсных боевых бронированных машин AMX-10RC, которые пресса классифицировала как «колёсные танки», давление на Олафа Шольца и Джо Байдена существенно возросло. И 24—25 января Олаф Шольц и Джо Байден анонсировали поставку Украине танков западного производства, «Леопардов-2» и «Абрамсов» соответственно.
25 января 2023 года правительство Германии анонсировало поставку Украине 14 танков Leopard 2A6, а также дало разрешение на поставку (реэкспорт) танков «Леопард-2» Украине из других стран. В течение января-февраля ещё 6 стран анонсировали поставки танков «Леопард-2» Украине: 25 января Польша анонсировала поставку 14 2А4, Норвегия — 8 2А4, 26 января Канада решила передать 4 2А4, 8 февраля Португалия анонсировала поставку 3 2А6, 22 февраля Испания решила поставить 10 2А4, 24 февраля Швеция решила передать 10 Strv 122 (шведская версия 2А5), Германия — ещё 4 2А6, Канада — ещё 4 2А4. 20 апреля Дания и Нидерланды пообещали совместно выкупить у третьей страны, модернизировать и поставить Украине 14 Leopard 2A4. Сама поставка предварительно запланирована на начало 2024 года. Всего до начала контрнаступления Украине поставили 71 танк «Леопард-2» (40 2A4, 10 Strv 122, 21 2A6). В марте 2024 года стало известно что Испания планирует восстановить с хранения и передать Украине ещё 19 танков Leopard 2A4.

### Контракты после 2022 года
17 февраля 2023 года Норвегия подписала контракт с Krauss-Maffei Wegmann на закупку для вооружённых сил Норвегии 54 основных танков Leopard 2A7 нового производства, с опционом на приобретение ещё 18 единиц для замены текущих 36 танков Leopard 2A4NO, поставка танков намечена на 2026—2028 годы. В июне Норвегия изменила версию заказанных танков на более современные Leopard 2A8.
Для замены 18 танков Leopard 2A6, переданных Украине, в мае 2023 года Министерство обороны Германии заключило контракт на поставку 18 танков Leopard 2A8 с общей стоимостью $565 млн (более $31 млн за танк). В дальнейшем планируется довести парк Leopard 2A8 бундесвера до 123 машин, что должно обойтись более чем в $3 млрд. Первые танки Leopard 2A8 для бундесвера будут поставлены в 2025 году.

## Модификации бундесвера

### Leopard 2A0
Распространённое неофициальное название — Leopard 2A0. Всего с октября 1979 года по март 1982 года было произведено 380 машин (первая серия), 209 из которых были произведены Krauss-Maffei и 171 — Maschinenbau Kiel (MaK) (с 2000 года Rheinmetall Landsysteme). Танк имел аналоговый компьютер системы управления огнём AEG-Telefunken FTL2, датчик ветра, радиостанцию SEM 25/30, прицел наводчика EMES 15 с тепловизором и лазерным дальномером, производимый компанией Krupp Atlas Electronik по лицензии компании Hughes из США, электрогидравлический стабилизатор пушки WNA-H22. На первые 200 машин вместо тепловизора устанавливался пассивный прибор ночного видения PZB 200. С левой стороны башни имелся лючок для загрузки боекомплекта. Направляющая для зенитного пулемёта была установлена не только на люк наводчика, но и на люк командира. Бронирование танка было выполнено по так называемой «технологии В» (B-tech), которая затем применялась и на машинах последующих модификаций, вплоть до 96-й машины шестой серии. Масса танка составляла свыше 50 тонн.

### Leopard 2А1
Производился двумя партиями общим количеством в 750 машин. Вторая серия в 450 машин (нумерация партий сквозная с начала производства) производилась с марта 1982 года по ноябрь 1983 года, за ней последовала третья серия в 300 машин, производство которых завершилось в ноябре 1984 года. Из системы управления огнём ввиду выявившейся бесполезности был удалён датчик ветра, на люк командира перестали ставить направляющую для пулемёта, командирский перископ поднят на 5 см для лучшего обзора, горловины топливных баков смещены назад, к боковым нишевым контейнерам, увеличен воздухозаборник фильтровентиляционной установки, модифицированы выхлопные решётки, конструкция боеукладки приведена к единому стандарту НАТО. С целью контроля системы управления огнём (СУО) было установлено компьютерное контрольно-измерительное устройство (нем. Rechnergcstutztes Prufgerat) RPP 1–8. Оно тестирует СУО, сообщает об ошибках в системе при работе. На двигатель сверху были установлены две защитные пластины, препятствующие случайному повреждению тяги управления поворотом и электропроводки при открытой крышке моторно-трансмиссионного отделения. Буксировочные тросы, закреплённые на корме танка, удлинены и переложены (теперь они «перекрещивались»).
Кроме радиостанции танк Leopard 2А1 также был оборудован кабельной системой связи. Система состояла из установленных внутри танка ресивера ObsprGer (от нем. Ortsbesprechgerat) и мобильного терминала FBsprGer (от нем. Fernbesprechgerat), ObsprGer мог подключаться к радиостанции, системе внутренней связи, и двухпроводным кабелям полевого телефона через разъём «танк-танк», находящийся ниже левой антенны. Сам кабель длиной 850 метров перевозился на корме башни, с левой стороны. Система предназначалась для того, чтобы один из членов экипажа мог занять позицию вне танка, и поддерживать связь с экипажем по кабелю. Также на стационарной позиции была возможна кабельная связь между танками. Масса танка 55,15 тонн.

### Leopard 2A2
Модернизация Leopard 2A0 до стандарта Leopard 2А1.

### Leopard 2A3
Четвёртая серия из 300 машин (165 шт — Krauss-Maffei и 135 — MaK) поставлялась с декабря 1984 по декабрь 1985 года. Изменения относительно Leopard 2А1 незначительны: установлена новая радиостанция SEM80/90 (визуально опознаётся по более коротким антеннам на башне), удалены все асбестовые детали из системы выпуска отработавших газов, доработан стояночный тормоз, укорочена трубка Пито для вспомогательного прицела наводчика, заварен оказавшийся слабым местом в бронезащите люк для подачи боеприпасов в башню, и машины стали окрашиваться в трёхцветный камуфляж, который впоследствии был принят Бельгией, Канадой, Нидерландами, Швейцарией и США.

### Leopard 2A4

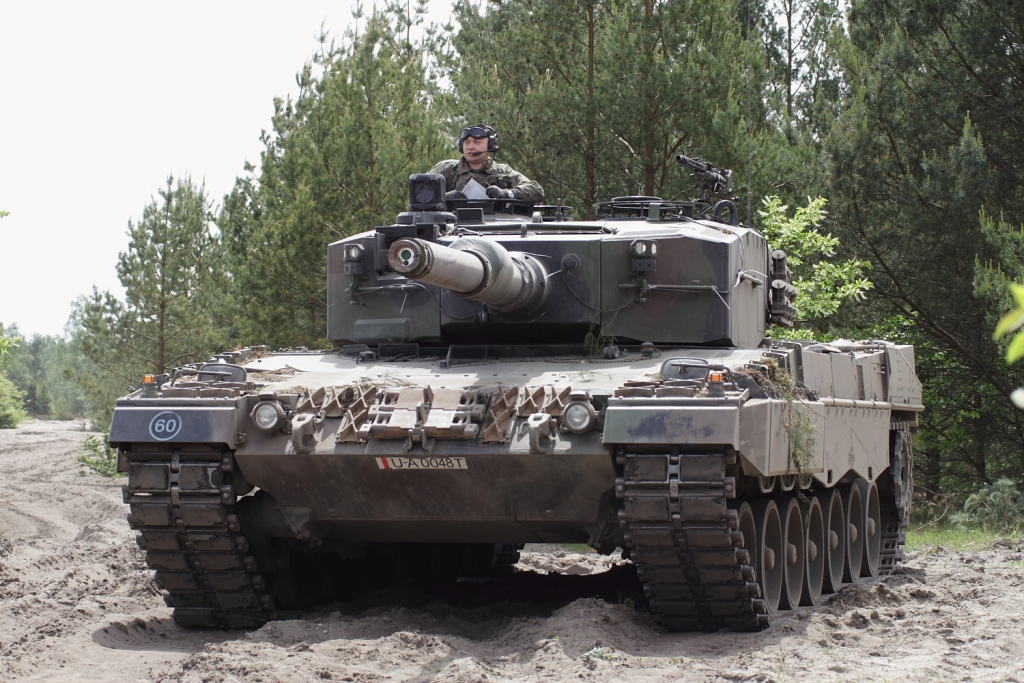
Leopard 2A4 армии Польши, 2008 год

Было произведено четыре серии общим количеством 695 машин. Пятая серия с декабря 1985 года по март 1987 года — 370 машин. Шестая серия с января 1988 года по май 1989 года — 150 машин. Седьмая серия с мая 1989 года по апрель 1990 года — 100 машин. Восьмая серия с января 1991 года по март 1992 года — 75 машин. Кроме того, все танки предыдущих выпусков были модернизированы до стандарта 2A4.
Начиная с пятой серии Leopard 2A4 получил цифровую систему управления огнём, позволяющую применять в том числе и боеприпасы производства США. Баллистические данные для боеприпасов разных типов хранились на индивидуальных для каждого типа боеприпаса заменяемых печатных платах. В центральный логический/распределительный блок ZLHV был интегрирован интерфейс для обучающей системы AGDVS, схожей с используемой американской армией системой MILES. Также была установлена автоматическая система пожаротушения. Начиная с 97-й машины шестой серии была внедрена улучшенная бронезащита башни (установлены дополнительные пластины с добавлением титана и вольфрама) в лобовой части корпуса (с применением так называемой «технологии С» (C-tech)), а также новые передние бортовые щитки, новые гусеницы производства Diehl, и не требующие частого обслуживания аккумуляторные батареи. В восьмой серии танк получил улучшенную защиту гусениц, выполненную по «технологии D» (D-tech), и юстировочное зеркало у среза ствола пушки. Масса Leopard 2A4 последней серии составила 56,6 тонны.

### Программа улучшения боевого потенциала
С середины восьмидесятых годов стало понятно, что бронирование и огневая мощь танков «Леопард-2» перестаёт соответствовать современным требованиям. В результате в 1984 году Управление оборонных технологий и закупок ФРГ сформулировало требования по устранению этих недостатков, а в 1989 году была начата программа улучшения боевого потенциала (KWS) танков «Леопард-2» (нем. Kampfwertsteigerung). Планировалось, что программа KWS будет состоять из трёх этапов (фаз): KWS I, II и III, при этом этапы не обязательно должны были следовать друг за другом по времени. Фазы должны были включать следующие изменения:
- KWS Фаза I: улучшение огневой мощи
  - Использование пушки с более длинным стволом (L/55 вместо L/44)
  - Использование кинетических боеприпасов с улучшенными характеристиками (LKE II)
- KWS Фаза II: повышение живучести
  - Установка дополнительной брони на башне
  - Обшивка внутренней поверхности башни противоосколочными матами
  - Замена электрогидравлической системы поворота башни и стабилизации орудия на электрическую
  - Люк водителя с повышенной баллистической защитой
  - Улучшение обзора и ориентации на местности:
    - Панорамный перископ с дневным/ночным каналом для командира
    - Навигационная система
    - Ассистент заднего хода (телекамера для водителя)
- KWS Фаза III: улучшение огневой мощи
  - Замена башни на новую, оснащённую 140-мм танковой пушкой NPzK и автоматом заряжания
  - Внедрение системы управления полем боя IFIS
  - Улучшение бронезащиты корпуса

Первым был реализован этап KWS II. В результате был создан танк «Leopard 2А5». Затем в ходе реализации этапа KWS I был создан танк «Leopard 2А6». Этап KWS III в связи с изменением политической обстановки реализован не был, хотя по нему и проводились работы. Средства были перенаправлены на проект немецкой армии Новые бронированные платформы (нем. Neue Gepanzerte Plattformen).

#### Образцы для войсковых испытаний
В 1989 году на основе танка Leopard 2A4 из пятой производственной серии был создан опытный носитель компонентов (нем. Komponentenversuchsträger (KVT)). На нём тестировались изменения, предназначенные для улучшения защиты танка: дополнительное бронирование лобовых частей корпуса и башни, а также крыши башни. Внутренняя часть башни была облицована противоосколочными матами. Вместо гидравлической системы поворота башни и стабилизации пушки была установлена электрическая. С целью ликвидации «баллистической бреши» люк механика-водителя был усилен, и вместо поворотного открывания получил сдвижное. Из-за появления дополнительной брони в передней части башни прицел EMES 15 был приподнят. Поскольку он попадал в поле зрения командирского прицела PERI R17, последний был перемещен за командирский люк и также поднят. Был увеличен передний блок командирского перископа. Также KVT имел турбированную вспомогательную силовую установку. Общая масса танка увеличилась на семь тонн, из-за этого пришлось увеличивать преднатяг торсионов. Удельная мощность уменьшилась до 17,7 кВт/т. На основе данных, полученных при испытаниях KVT, в период с зимы 1990 года по осень 1991 года были построены два образца для войсковых испытаний серии TVM1 (нем. Truppenversuchsmuster): TVM-max (нем. Maximalanforderung) и TVM-min (нем. Minimalanforderung).
Для постройки прототипа TVM-max использовалось шасси от Leopard 2А2 № 11156 и башня от Leopard 2А4 № 41164. Совместно с новым командирским прицелом PERI-R17A2 был смонтирован израильский тепловизионный прибор TIM 8-12 производства El OP (с 2000 года — Elbit Systems) изображение с которого выводилось на монитор. Также был установлен так называемый «подсказчик». Каждый из командирских перископов имел несколько визирных линий, деливших поле зрения на сектора. Для каждого сектора под перископом был установлен переключатель. При попадании цели в сектор командир нажимал соответствующую кнопку и его прицел поворачивался в нужном направлении. Время взятия цели на сопровождение сократилось до 40 %. Для навигации использовалась инерциальная навигационная система. Крышки ступиц опорных катков бронированы. Приводы башни и стабилизации орудия — электрические.
Для постройки прототипа TVM-min использовалось шасси от Leopard 2А2 № 11157 и башня от Leopard 2А4 № 41265. Кроме командирского прицела PERI-R17, также установленного за командирским люком, перед командирским был установлен прибор ночного видения на основе телевизора, получивший название «лупа поля боя». Крышки ступиц опорных катков не бронированы. «Подсказчик» не установлен. Вместо инерциального использовался GPS- навигатор. Привод башни и стабилизация орудия осуществлялись с помощью электрогидравлических приводов повышенной производительности.
По результатам испытаний платформ TVM1 была создана платформа TVM2. Она была похожа на TVM-max, за исключением того, что не имела «подсказчика», но на ней были установлены дополнительные ящики для хранения. Результаты испытаний прототипов обсуждались в с 30 марта по 3 апреля 1992 года в Федеральной академии военного управления и оборонных технологий в Мангейме представителями трёх государств-пользователей «Леопард-2» — Германии, Нидерландов и Швейцарии. Объём переоборудования должен был соответствовать следующим критериям: соблюдение финансового лимита в 1,18 млн немецких марок на одну машину, и соответствие погрузочной массе большегрузного транспортёра SLT 56 Franziska . Поэтому от дополнительного бронирования крыши башни, дополнительной лобовой защиты шасси, противоосколочной защиты шасси отказались. Была введена задняя видеокамера для водителя. Конфигурация, определённая таким образом, получила название конфигурация Мангейма. В этой конфигурации был построен образец войсковых испытаний TVM2 mod. Испытания проводились с 1993 года по 1994 год. TVM2 mod был выбран в качестве окончательного прототипа танка Leopard 2А5.

### Leopard 2-140
В начале 1990 года в руководстве НАТО стал обсуждаться вопрос о начале работ над новым ОБТ для армий стран-участниц организации, который должен был сменить десять имеющихся на вооружении моделей танков различных производителей. Отдел сухопутных вооружений при штаб-квартире НАТО в Брюсселе составил до марта того же года тактико-техническое задание к новому танку по рекомендациям консультативной группы НАТО по вопросам военной промышленности (NIAG). В программе под названием «Единый танк» (common tank) приняли участие девять стран-участниц организации: Бельгия, Канада, Франция, Западная Германия, Италия, Нидерланды, Испания, Великобритания и США. Четыре из перечисленных, а именно Франция, Западная Германия, Великобритания и США достигли договорённости о создании единой 140-мм танковой пушки к перспективному танку. Танк проектировался по классической «немецкой» схеме: отделение управления спереди, боевое отделение и башня посередине, моторно-трансмиссионное отделение в кормовой части, рассматривались различные варианты двигательной установки, моторно-трансмиссионной группы и подвески. Перспективный танк должен был помимо прочих отвечать такому требованию как универсальная ремонтопригодность, обеспечивать возможность перевооружения, заправки и ремонта в танкоремонтных мастерских любой страны НАТО, стандартизации программ подготовки танкистов и обслуживающего персонала. Тем не менее, вскоре после этого прекратила своё существование ОВД, а вслед за ней распался СССР и вопрос о региональной войне в Западной Европе, а вместе с этим и вопрос о разработке нового танка и 140-мм пушки к нему был снят с повестки дня, в связи с чем «Леопард-2» до сих пор выполняет роль ОБТ стран-участниц организации.

### Leopard 2A5

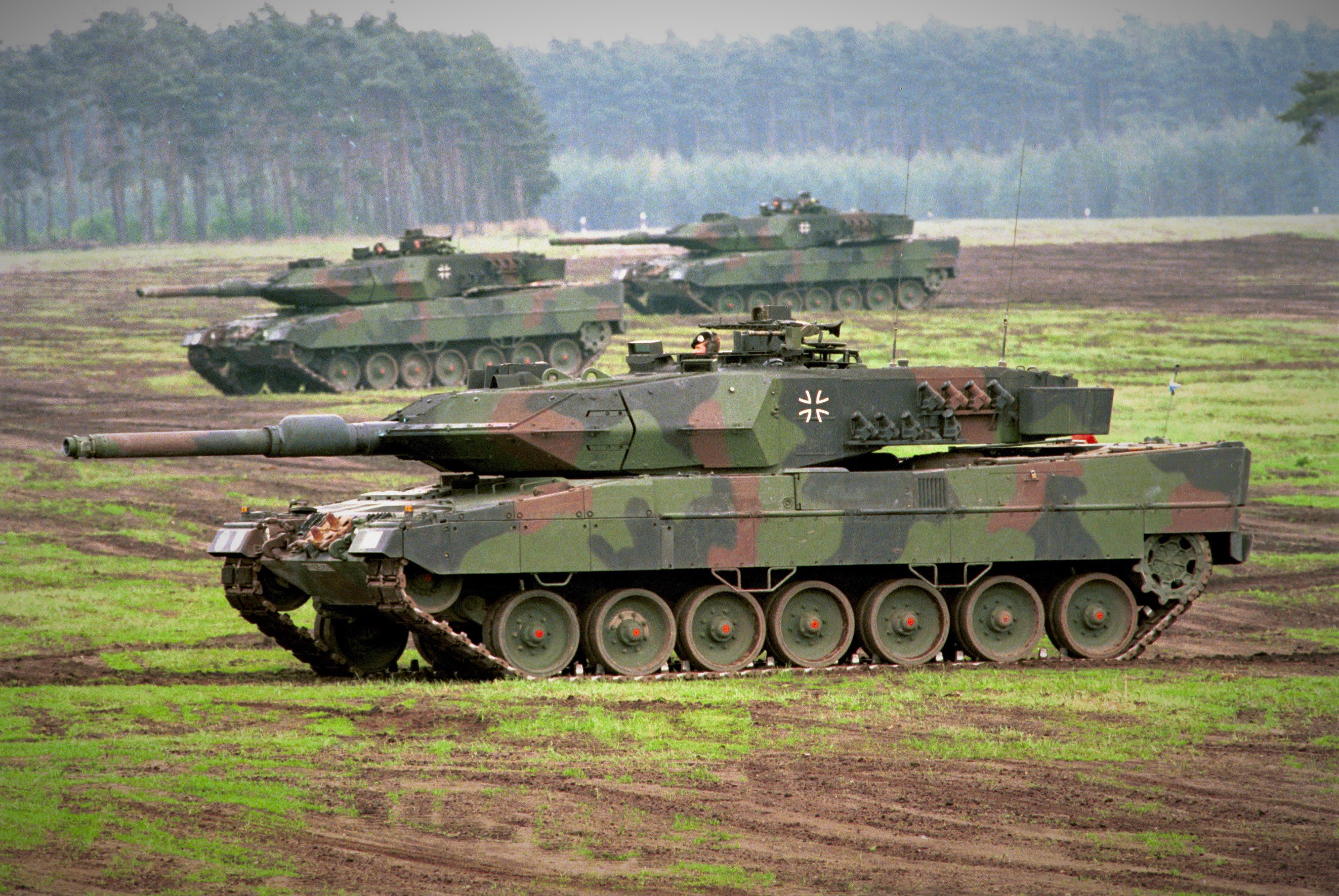
Танки Leopard 2A5 бундесвера во время учебно-боевой демонстрации

Представляет собой модернизацию танков предыдущих выпусков в рамках 2-й фазы программы улучшения боевого потенциала (KWS II). Модернизация, начавшаяся после испытаний опытных образцов разных конфигураций, происходила в два этапа: с 1995 по 1998 год бундесвер получил 225 танков Leopard 2A5, с 1999 по 2002 год — ещё 125 машин. Нидерланды с 1996 года модернизировали до уровня 2A5 330 своих машин, двумя партиями по 180 и 150 машин. Для модернизации использовались новейшие корпуса танков из 6-й, 7-й и 8-й серий, и самые старые башни (в основном из 1-й серии). Причина такого подхода заключалась в том, что изменения корпуса были минимальны, а башни были существенно переработаны.
Leopard 2A5 получил дополнительную клиновую лобовую броню и бортовую броню башни, внутренняя поверхность брони обитаемой части была закрыта противоосколочным подбоем. Прицел командира был перенесён за люк и получил независимый тепловизионный канал. Прицел наводчика был перенесён на крышу башни. Был установлен более тяжёлый сдвижной люк водителя. Электрогидравлическая система поворота башни и стабилизации пушки WNA-H22 заменена полностью электрической системой E-WNA, имеющей сниженное энергопотребление, поскольку у неё нет необходимости в преобразовании энергии из одного вида в другой. Управление башней стало полностью электрическим, что повысило надёжность и безопасность экипажа, а также уменьшило массу системы. Была усилена система отката пушки, для обеспечения возможности установки новой пушки с длиной ствола L/55 и возможности стрельбы более мощными боеприпасами, такими как DM53 (LKE-II). Также Leopard 2A5 был оборудован комбинированной навигационной системой. В результате усиления бронирования масса танка Leopard 2A5 выросла до 59,7 тонн.

### Leopard 2A6

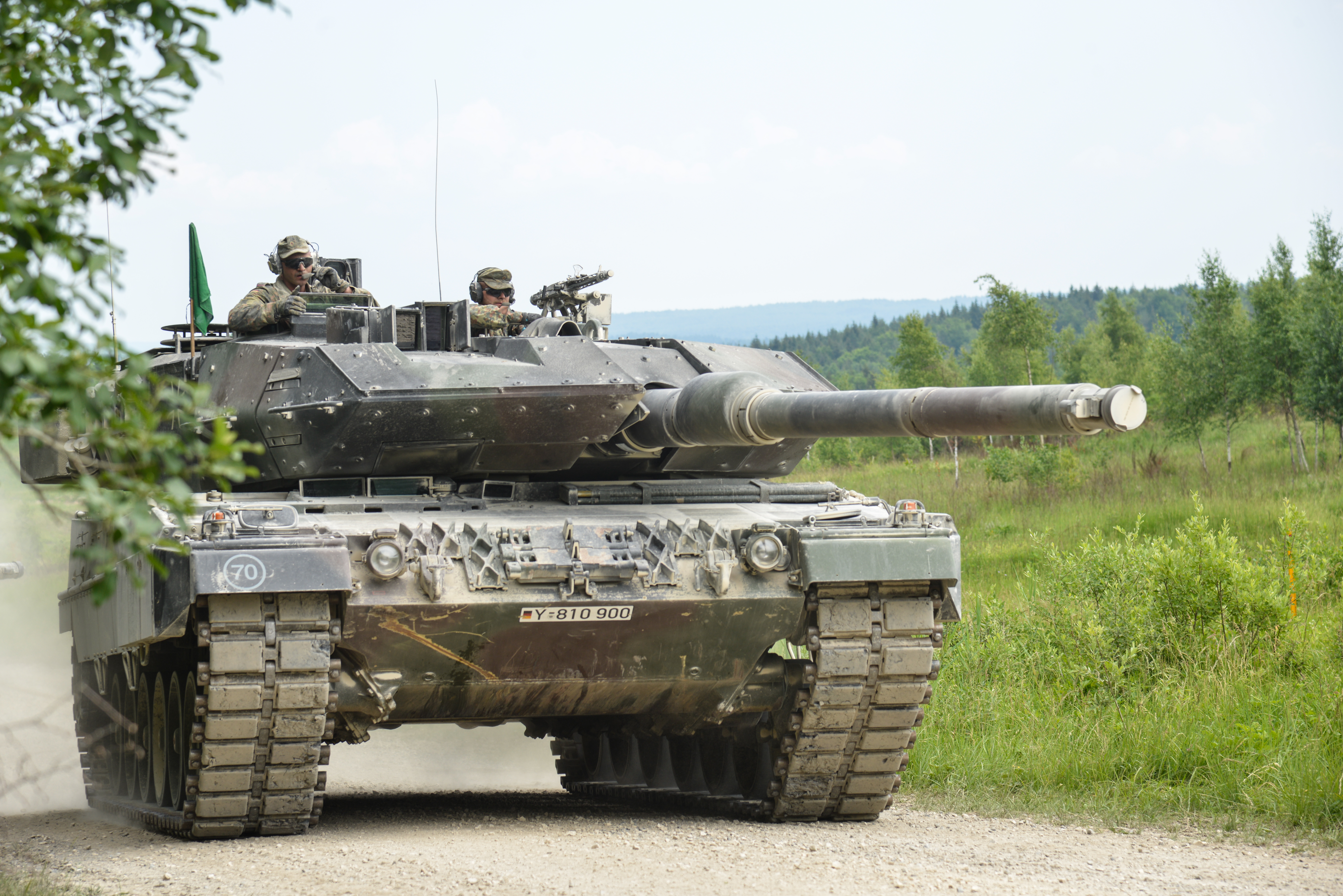
Leopard 2A6 1-й танковой дивизии ФРГ во время соревнований Strong Europe Tank Challenge, 7 июня 2018 года

Представляет собой модернизацию танков предыдущих выпусков в рамках 1-й фазы программы улучшения боевого потенциала (KWS I). В 1997 году несколько Leopard 2A5 в рамках программы KWS I были оснащены для испытаний 120-мм пушкой с длиной ствола L/55. Всего для бундесвера с 2001 по 2005 год было модернизировано 225 машин. 160 — из танков Leopard 2A5, и 65 — из Leopard 2A4. Первые Leopard 2A6 были поставлены бундесверу 7 марта 2001 года. В целом Leopard 2A6 повторяет конструкцию Leopard 2A5. Основное изменение — замена пушки на Rh 120/L55 с увеличенной на 11 калибров (1320 мм) длиной ствола. Снаряд DM53 (LKE-II) с сердечником из карбида вольфрама, выпущенный из новой пушки, пробивает до 1000 миллиметров брони RHA в зависимости от расстояния стрельбы. Дальность выстрела увеличилась до 5 км. Также были доработаны: система тепловой коррекции прицела EMES 15, тормозная система, СУО, система поворота башни и стабилизации пушки E-WNA, места для хранения на корме башни. Масса танка выросла до 62 тонн.

#### Leopard 2А6М
Представляет собой Leopard 2A6 с дополнительной противоминной защитой. Всего до уровня 2А6М было модернизировано 70 из 225 немецких 2А6. Первые 70 машин были поставлены бундесверу в июле 2004 года, модернизация продолжалась до 2008 года. Модернизация включала установку модифицированного люка аварийного выхода, щитов противоминной защиты на днище, противоосколочных кожухов на торсионы и токосъёмник башни, и изменение крепления напольного оборудования. Также усовершенствованы сиденья экипажа в частности, сиденье водителя заменено подвесным динамическим сиденьем компании Autoflug со встроенными ремнями безопасности. Также был убран нижний ряд боеукладки, в результате чего боезапас танка сократился с 42 до 37 снарядов. С мая 2005 года была изменена компоновка мортир постановки дымовой завесы. С этого момента эта компоновка изменяется также и на всех танках предыдущих серий при прохождении капитального ремонта. Maссa танка Leopard 2А6М выросла до 62,525 тонн.

#### Leopard 2A6EX
В 1999 году компания KMW построила на базе Leopard 2A4 два демонстрационных прототипа Leopard 2A6EX (от англ. export — экспортный, внутренние обозначения DEMO I и DEMO II) для презентации возможных обновлений потенциальным зарубежным заказчикам. Прототип DEMO I от версии 2A4 отличался пушкой Rheinmetall Rh-120 L/55, бронёй, улучшенной до уровня Strv 122, включая усиление защиты крыши башни, наличием вспомогательной силовой установки и кондиционера. При постройке прототипа DEMO II использовался корпус TVM-max. Силовая установка была заменена на Euro Powerpack, которая состояла из 12-цилиндрового двигателя MTU MT883 мощностью 1500 л. с. и механической коробки передач HSWL 295 TM от Renk. С использованием этой силовой установки более тяжёлые варианты «Леопард-2» сохраняли такую же подвижность, как Leopard 2A4. Также был изменён воздухозаборник и уменьшена температура выхлопных газов, что улучшало маскировку танка в инфракрасном диапазоне. Также новая система была легче, значительно меньше по габаритам и потребляла меньше топлива. Однако такая модернизация требовала значительного изменения моторного отсека.

### Leopard 2PSO / Leopard 2A7+
Технический демонстратор Leopard 2PSO (от англ. Peace Support Operations) — проект KMW, предлагавший модификацию танка для ведения боевых действий в городских условиях. Был построен с использованием корпуса Leopard 2A6EX в варианте DEMO II с силовой установкой Euro Powerpack, на который была установлена башня Leopard 2A5 c пушкой Rh 120 L/44. Впервые представлен на выставке Eurosatory — 2006. Проект отличала модульная концепция: различное оборудование (например, бульдозерный отвал) могло быть установлено или снято по мере необходимости. Танк получил возможность использовать фугасные боеприпасы с программируемым взрывателем, были установлены боевой модуль FLW 200 с прицельными приспособлениями для стрельбы в любое время суток вместо зенитного пулемёта и 12,7-мм пулемёт Browning M2HQCB вместо спаренного пулемёта. Установлены дополнительные модули брони на корпусе и башне, аналогичные броне серии TUSK на танках M1 «Абрамс». Также танк был оборудован дополнительными видеокамерами и другими средствами наблюдения. Серийно не производился.

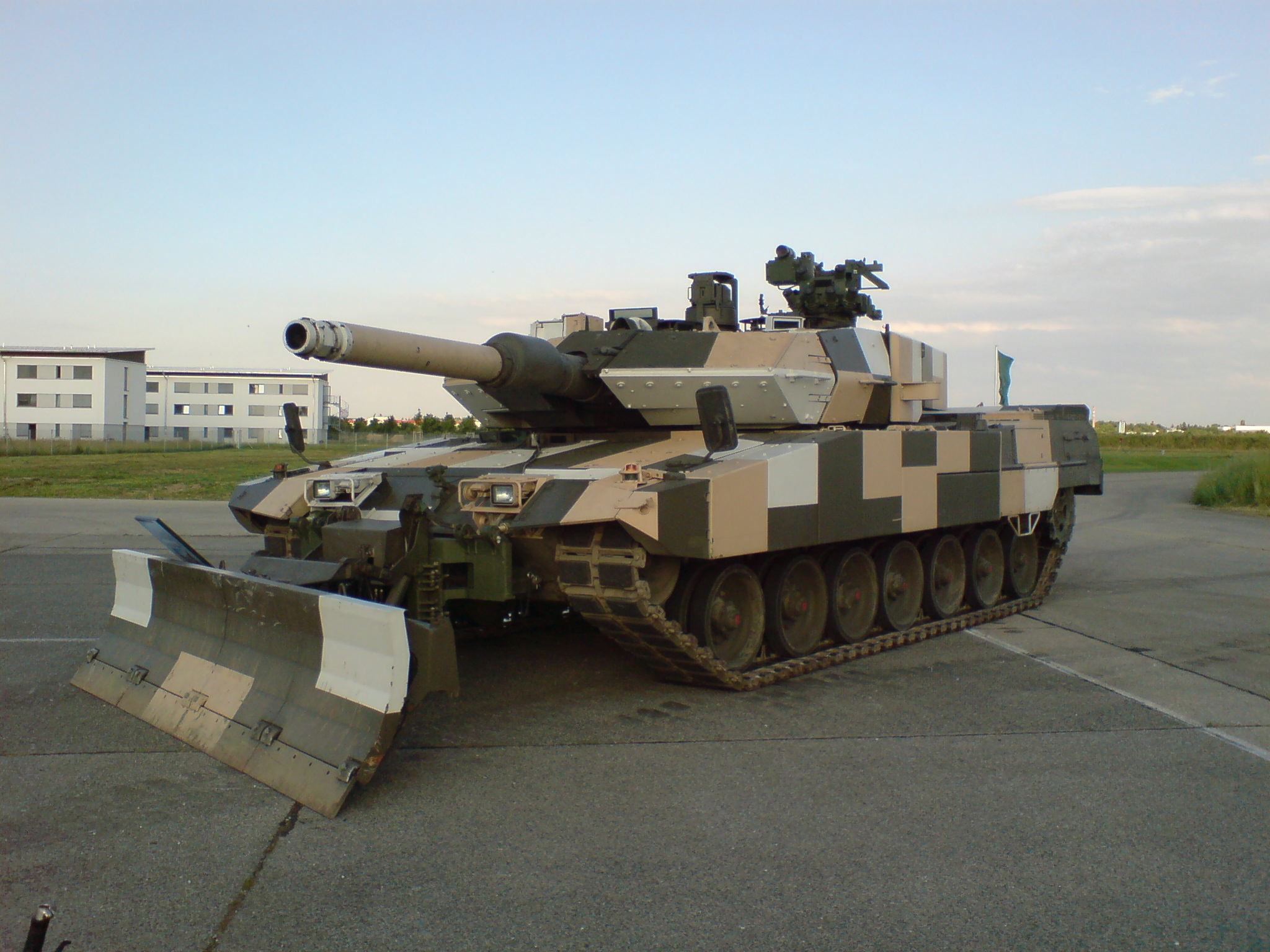
Leopard 2PSO. Мюнхен, 2008 год

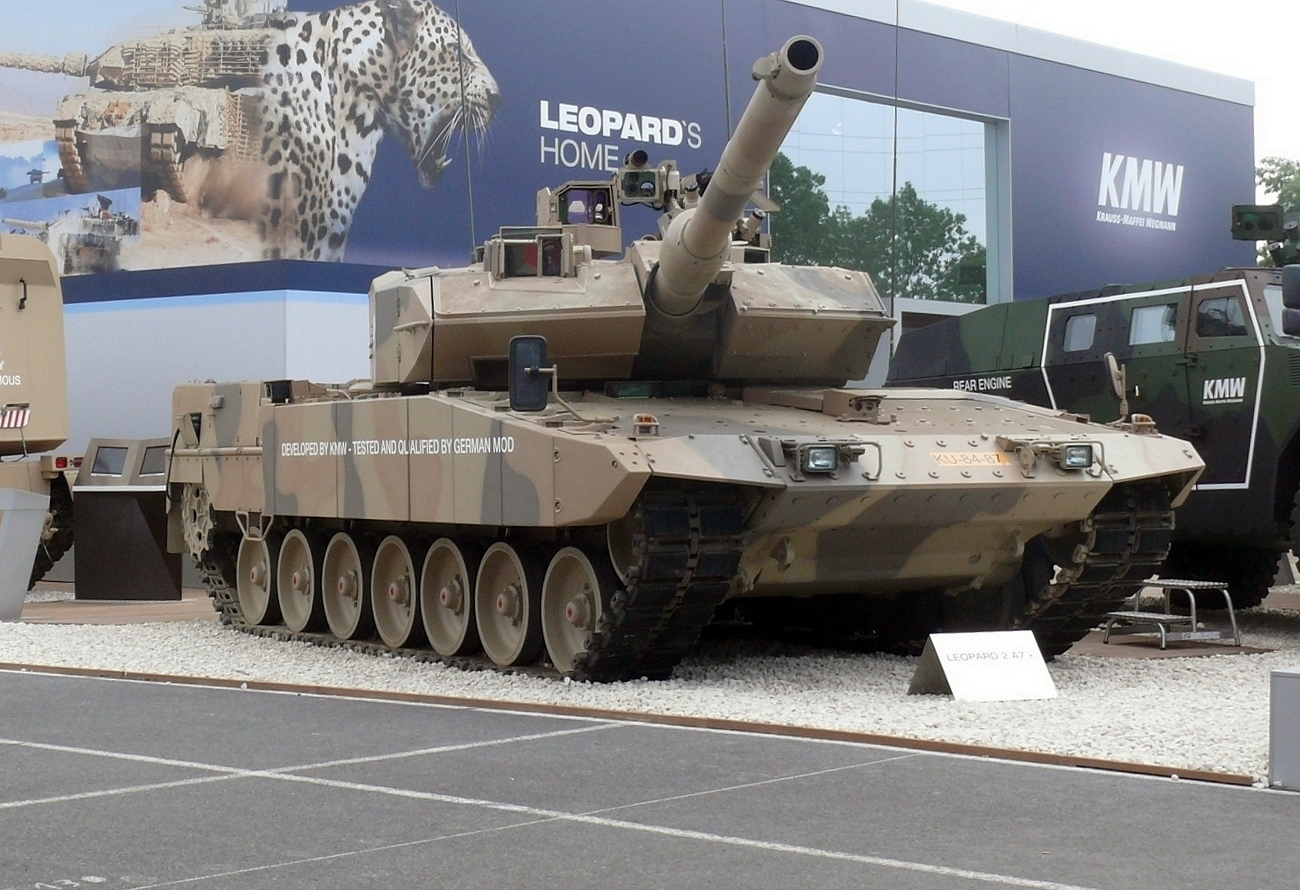
Leopard 2A7+ на выставке Eurosatory-2010

В 2007 году Нидерланды и Германия сформировали совместные требования к серийной версии Leopard 2PSO. Согласно этим требованиям, был построен прототип Leopard 2PSO-VT (от нем. Versuchsträger ― испытательный образец) с пушкой Rh 120 L/55 на базе голландского Leopard 2A6NL. С июля 2009 года он проходил испытания, а в 2010 году был представлен публике на выставке Eurosatory — 2010 под наименованием Leopard 2A7+. В рамках программы Leopard 2 UrbOp (от нем. Urbane Operationen — городские операции) планировалось модернизировать 50 корпусов танков Leopard 2А6М до уровня Leopard 2PSO. Также по образцу башни демонстратора планировалось модернизировать 50 башен танков Leopard 2A4 с 2011 по 2018 год. Бундесвер сначала отложил реализацию программы UrbOp до 2019 года, а затем вовсе от неё отказался в пользу модернизации до варианта 2A7.

### Leopard 2A4 Evolution
В 2008 году компания IBD Deisenroth Engineering представила концепцию защиты под названием Leopard 2A4 Evolution. Демонстратор был оснащён модульной системой бронирования с использованием нескольких разновидностей брони AMAP. Модульная броня Evolution обеспечивает улучшенную защиту для ведения боя в населённых пунктах. AMAP-B — баллистическая защита, AMAP-SC — защита от кумулятивных снарядов, AMAP-M, AMAP-IED — улучшенная противоминная защита, AMAP-L — противоосколочные вкладыши внутренней обшивки, AMAP-R — защита крыши башни. В 2009 году была добавлена система активной защиты AMAP-ADS. Кормовая часть корпуса защищена противокумулятивными решётками. Общая масса демонстратора составила 60 тонн. На этом проекте была основана модернизация поставленных Сингапуру Leopard 2A4 до уровня 2SG.

### MBT Revolution
Демонстратор MBT Revolution впервые был представлен на выставке Eurosatory — 2010. Представляет собой модульную систему, адаптирующуюся к требованиям заказчика. Броня демонстратора также была усилена пакетом Evolution от Deisenroth Engineering. Командирский перископ был заменен системой обзора SEOSS от Rheinmetall. Двухосевая стабилизированная оптика включает тепловизионный прибор типа Saphir, лазерный дальномер и интегрированный компьютер управления огнём для шести различных типов боеприпасов. Также была установлена система ситуационной осведомленности (SAS), которая может автоматически обнаруживать и сопровождать цели с помощью двух-четырёх модулей, каждый из которых покрывает 3×60°. SAS позволяет вести бой посредством автоматической передачи записанных данных о цели дистанционно управляемому боевому модулю Qimek. Также MBT Revolution оснащён «командирским тормозом», системой кондиционирования воздуха, вспомогательной силовой установкой мощностью 17 кВт и системой управления и информации семейства INIOCHOS. На этом проекте была основана модернизация 61 индонезийского танка до стандарта Leopard 2RI (англ. Revolution Indonesia).

### Leopard 2А7
Танк Leopard 2А7 представляет собой частичную реализацию концепции PSO. Была модернизирована пушка, в казённую часть которой была встроена катушка индукционного программатора, через которую в процессе заряжания автоматически выставляются установки взрывателя. Она получила обозначение Rh 120 L/55 A1. Таким образом, танк получил возможность использования боеприпасов с программируемым временем подрыва, таких как DM-12 и DM-73. Были установлены кондиционер и вспомогательная силовая установка Steyr Motors M12 TCA UI, мощностью 17 кВт. Поскольку израильский тепловизор TIM 8-12, устанавливаемый на командирский прицел PERI R 17 A2 к 2014 году был снят с производства, вместо него был установлен более современный тепловизор третьего поколения ATTICA-Z, а вместо тепловизора наводчика WBG-X ― ATTICA-GL оба производства Hensoldt. Обновлённый прицел командира получил индекс PERI R17A3, а наводчика — EMES 15A2. Электрическая система поворота башни и стабилизации пушки E-WNA была дополнена размещёнными в корпусе рядом с ВСУ и в башне в отсеке электроники ультраконденсаторами, предназначенными для сглаживания больших скачков напряжения в бортовой сети, возникающих в момент начала поворота и в момент остановки поворота башни. Также танк был оснащён интегрированной командно-информационной системой IFIS и системой внутренней связи SOTAS-IP производства Thales. Старая система пожаротушения не соответствовала природоохранным нормам и была заменена на более современную систему британской компании Graviner, которая в Германии по лицензии производится компанией Deugra Ges. Боевая масса танка выросла до 63,5 тонн. Первые двадцать машин были получены путём модернизации бывших голландских танков Leopard 2A6NL, которые передали бундесверу 10 декабря 2014 года.

#### Leopard 2А7V
От базовой версии Leopard 2А7V (от нем. verbessert — улучшенный) отличается прежде всего усиленной бронёй корпуса и башни, дополнительные модули брони типа NERA размещены в контейнерах сбоку вдоль корпуса и башни. Рабочее место механика-водителя в этой версии также оснащено тепловизором SPECTUS (англ. Spectral Technologies for Unlimited Sight) производства Hensoldt. Камера заднего вида также оснащена тепловизором. Мощность ВСУ увеличена с 17 кВт до 20 кВт. Установлена снижающая тепловое излучение танка камуфляжная система SAAB Barracuda. Масса танка выросла до 66,5 тонн.
Первый танк Leopard 2А7V был заказан бундесвером в мае 2015 года. Германия решила модернизировать до стандарта 2A7V все свои 20 танков версии 2A7, 16 версии 2A6 и 68 версии 2A4, которые ранее принадлежали немецкой промышленности и были выкуплены правительством. Первый Leopard 2А7V был передан бундесверу 29 октября 2019 года.

### Leopard 2А8
Leopard 2A8 будет основан на серийной модели Leopard 2A7HU (венгерская версия 2A7+). Дополнительно будет установлена система активной защиты Трофи, разработанная израильской компанией Rafael, и система ситуативной осведомлённости.

## Модификации вооружённых сил других стран

### На базе ранних моделей

#### Leopard 2NL
Версия «Леопарда-2», производившаяся в 1982—86 годах для сухопутных войск Нидерландов. Практически полностью соответствует Leopard 2А1, с некоторыми небольшими изменениями. Их отличали: другое расположение стаканов дымовых шашек на башне, радиостанция Rovis VIC-3-0 и перископ механика-водителя голландского производства, и пулемёты FN MAG производства бельгийской фирмы FN Herstal. Всего было выпущено 445 танков, впоследствии все они были модернизированы до стандарта 2A4.

### На базе Leopard 2A4

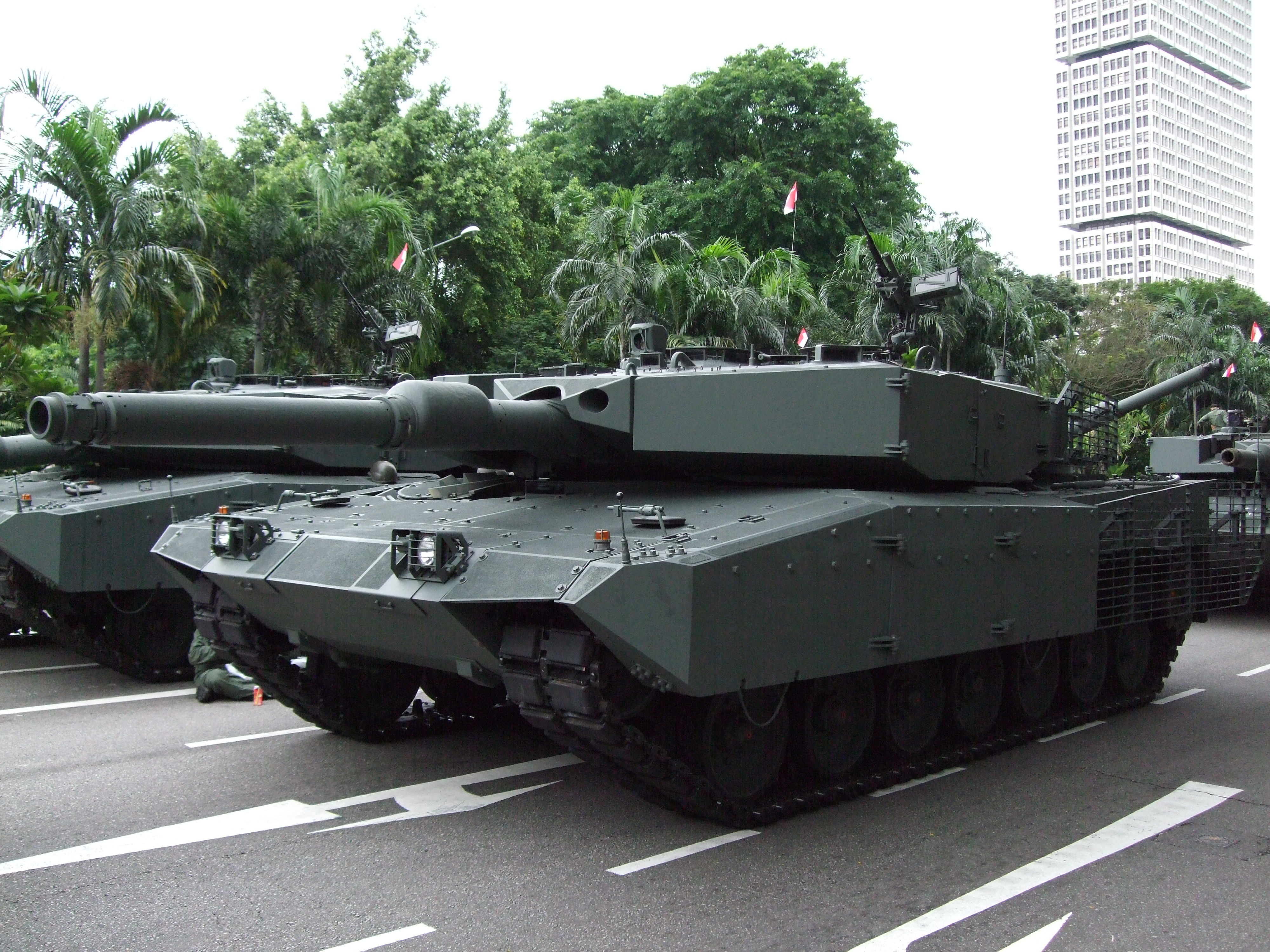
Leopard 2SG Mk I, 2010 год

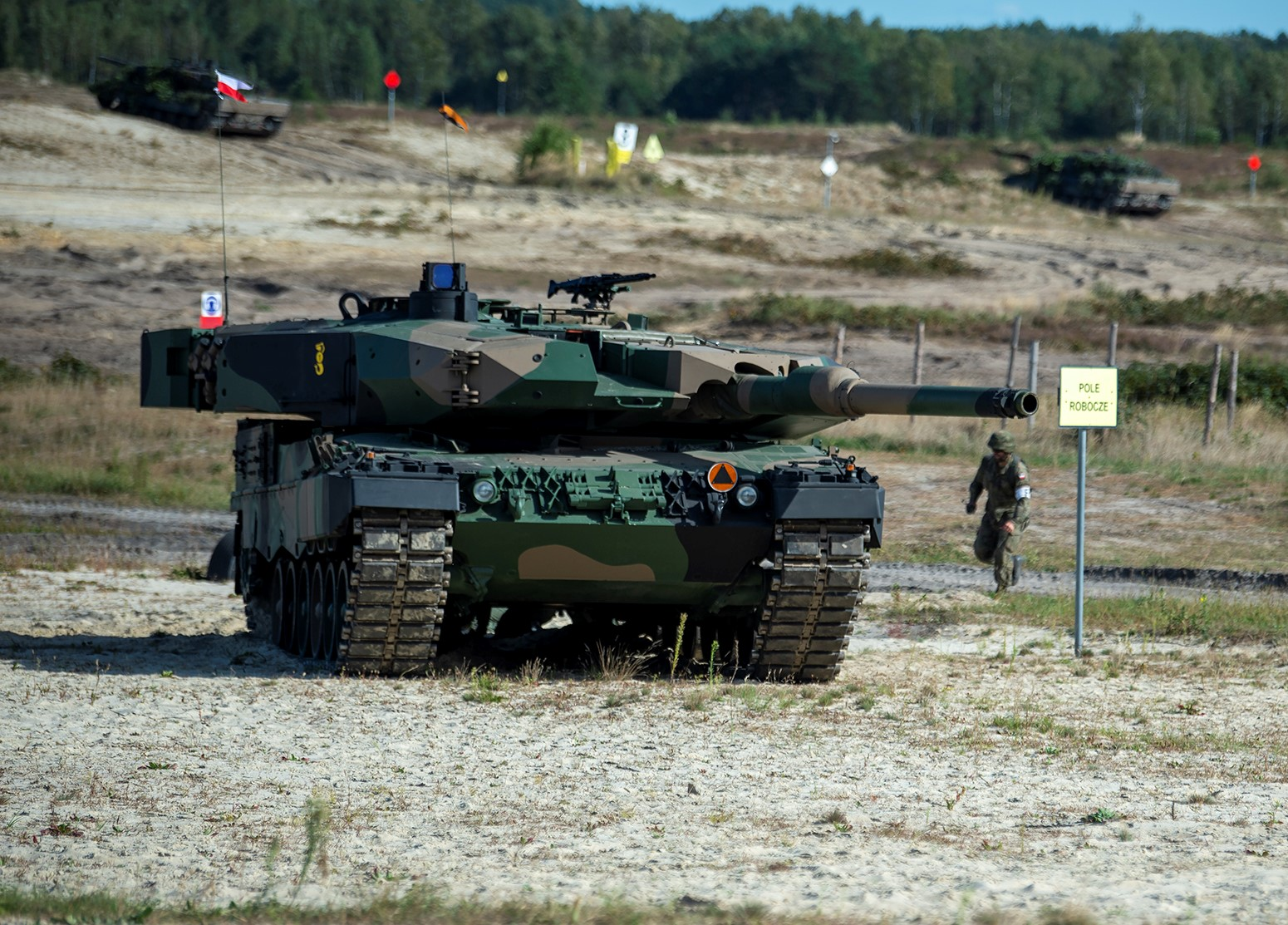
Leopard 2PL, 2020 год

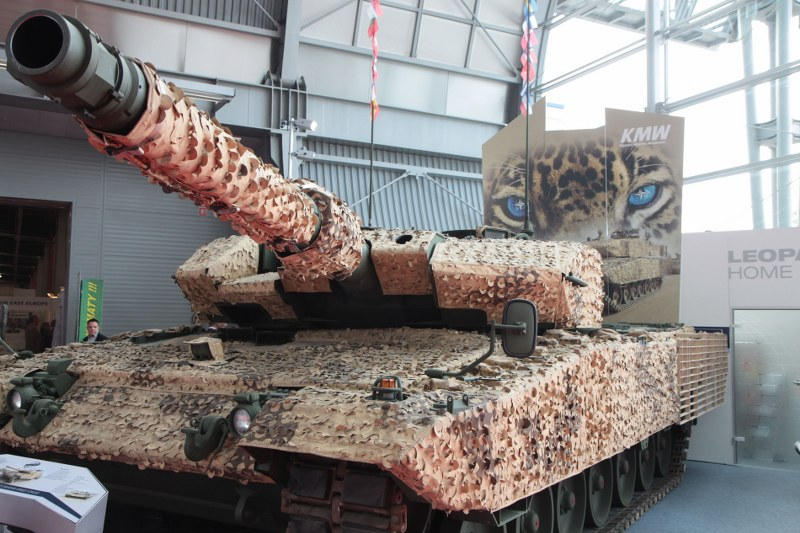
Leopard 2A4M CAN в камуфляжной накидке Barracuda, 2012 год

#### Leopard 2CH (Panzer 87)
Версия Leopard 2A4 для вооружённых сил Швейцарии. От немецкой версии отличаются следующими особенностями: американская радиостанция AN/VRC-12, пулемёты MG 51, складные держатели маскировочной сетки на правом заднем борту башни, передние габаритные огни, модифицированные в соответствии со швейцарскими стандартами. Всего было выпущено 380 машин, 35 — в Германии, 345 в Швейцарии на заводе компании Eidgenössische Konstruktionswerkstätte (K+W) в городе Тун.

#### Leopard 2PL
В 2002 году Польша купила в общей сложности 142 танка Leopard 2A4 из запасов бундесвера, которые проходят модернизацию до стандарта 2PL (упрощённая польская версия 2A5) Танк получил возможность использовать снаряды DM63 и DM11, броня башни улучшена до уровня 2A5, но при этом броня корпуса не усиливалась, прицелы наводчика и командира были дополнены тепловизионными камерами третьего поколения KLW-1 Asteria производства польской компании PСО, установлена вспомогательная силовая установка мощностью 17 кВт. Масса танка составила 60 тонн.

#### Leopard 2A4+
Модернизированная версия Leopard 2A4 для Индонезии. Пушка и СУО танка были доработаны для применения современных снарядов, в том числе и с программируемым взрывателем, установлена полностью электрическая система стабилизации пушки и более мощная вспомогательная силовая установка. Всего было поставлено 42 таких танка.

#### Leopard 2SG
Сингапурская модификация Leopard 2SG Mk I добронирована по образцу Leopard 2A4 Evolution. На модификации Leopard 2SG Mk II сверх того доработана СУО и установлен трёхканальный командирский прицел COAPS израильской фирмы Elbit Systems. В 2010—2011 годах 66 сингапурских Leopard 2A4 были модернизированы до уровня Leopard 2SG Mk I.

#### Leopard 2A4M CAN
Модернизированный Leopard 2A4, находящийся на вооружении канадской армии. Машины имеют гидравлические натяжители гусениц, ящик для хранения ручного оружия на крыше башни, электрическую систему поворота башни и стабилизации пушки E-WNA, и противокумулятивные решётки на башне и корме корпуса. Дополнительная броня на бортах башни, лобовой части башни, бортах корпуса и на крыше корпуса имеет уровень защиты, аналогичный Leopard 2PSO. Противоминная защита аналогична Leopard 2А6М. Для защиты от радиоуправляемых взрывных устройств установлена электронная система глушения радиосигналов. Система пожаротушения была переведена с хладона на азот, а пульты управления командира, заряжающего и центральная логическая/главная распределительная система СУО были заменены на новые. Механик-водитель получил тепловизоры переднего и заднего обзора. Применена снижающая тепловое излучение танка камуфляжная система SAAB Barracuda, аналогичная используемой в Дании. Вместо кондиционера экипаж получил охлаждающие жилеты. Установлена радиостанция, соответствующая стандартам канадской армии. В качестве зенитного пулемёта используется C6 GPMG. Боевая масса достигает 61,8 тонны. Возможна установка бульдозерного отвала. Всего до стандарта 2A4M CAN было модернизировано 20 танков.

### На базе Leopard 2A5

#### Stridsvagn 122

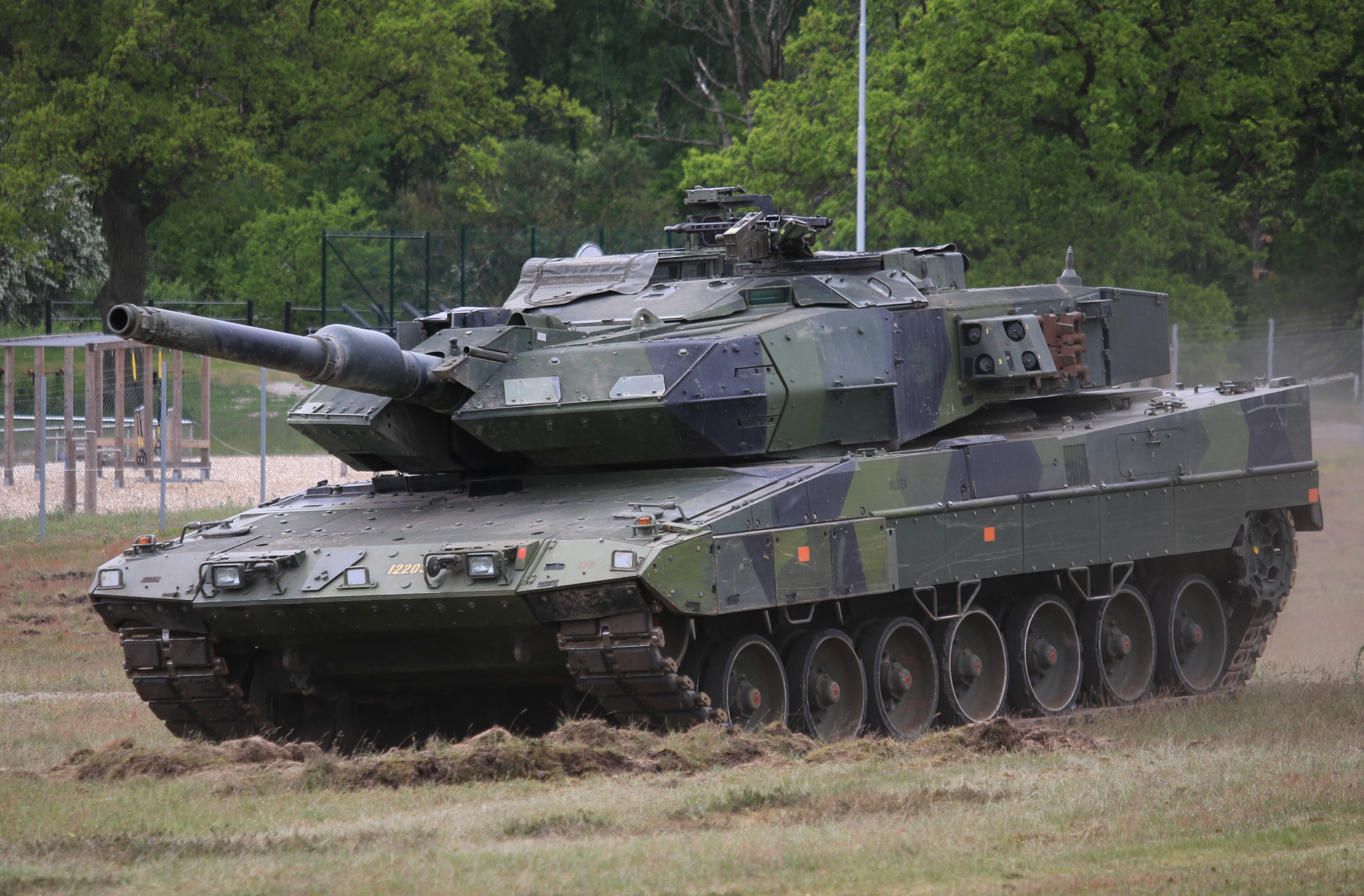
Stridsvagn 122 в 2019 году

Шведская версия Leopard 2A5. Отличия от немецкого варианта: по всей передней части корпуса танка, а также на маску орудия и крышу танка были установлены дополнительные композитные модули бронирования, подвеска была усилена с учётом сложного рельефа и холодного климата Швеции, вместо обычных стаканов дымовых гранат была установлена французская система GALAX, которая также может стрелять фугасными и специальными боеприпасами, была установлена БИУС TCCS (англ. Tank Comand and Control System), предоставляющая командиру и водителю полную информацию о состоянии систем танка и тактическую информацию. В 1994 году было заказано 120 танков. По сравнению с испытанным прототипом в шведской версии Leopard 2A5 была усилена броня и улучшена электроника, а также усилена подвеска с учётом сложного рельефа и холодного климата Швеции. В 1994 году было заказано 120 танков. Первые 29 танков были изготовлены фирмой Krauss-Maffei Wegmann (поставлены в 1996 году), оставшийся 91 танк производили шведские фирмы Bofors и Hägglunds, ныне являющиеся частью BAE Systems AB. Впоследствии 10 танков в 2002 и ещё 4 в 2014 были модернизированы до уровня Strv 122B (улучшена противоминная защита экипажа). В 2016 году было принято решение о капитальном ремонте и дальнейшей модернизации 90 единиц Strv 122 до 3 квартала 2023 года. Модернизированные Strv 122А получили обозначение Strv 122C, а Strv 122B ― Strv 122D.

#### Leopard 2A5DK
В июне 2000 года Дания подписала контракт с KMW на модернизацию 51 своего танка Leopard 2A4 до уровня 2A5DK (совпадающие во всём с немецкими 2A6, кроме пушки). В 2006—2007 годах несколько машин были переоборудованы в вариант Leopard 2A5DK Desert для участия в ISAF, и с 2007 года были развёрнуты в провинции Гильменд. С 2011 года Leopard 2A5DK Desert был модернизирован до стандарта Leopard 2A5DK QRF (в частности, была усилена противоминная защита днища, применена теплоотводящая маскировочная накидка SAAB Barracuda и установлены бортовые противокумулятивные решётки). В 2016 и 2017 годах были заключены контракты с KMW на модернизацию в конечном итоге 44 танков Leopard 2A5DK до стандарта Leopard 2A7DK с завершением работ в 2022 году. Шасси остальных Leopard 2A5DK планируется использовать для переоборудования в мостоукладчики.

### На базе Leopard 2A6

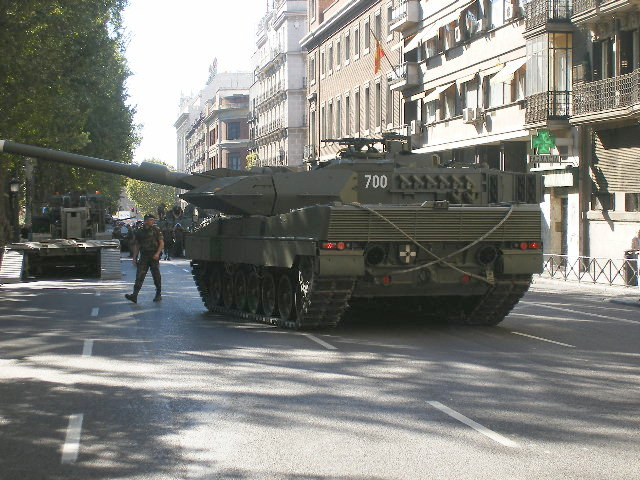
Испанский Leopard 2E на военном параде в Мадриде. Октябрь 2006 года

Нидерланды модернизировали 180 своих Leopard 2A5 до стандарта 2A6NL, который почти не отличается от базового варианта 2A6 (впоследствии проданы другим странам). Канада модернизировала свои Leopard 2A6 до уровня 2A6M CAN, который незначительно отличается от немецкого варианта 2A6M. Испания заказала 219 Leopard 2E , основанных на варианте 2A6EX DEMO I, 30 из них поставлены KMW, а остальные 189 произвела Santa Bárbara Sistemas. Греция приобрела 170 «Leopard 2HEL», тоже основанных на варианте 2A6EX DEMO I, так же, как и в случае с Испанией, 30 танков были поставлены KMW, а остальные 140 — произведены в Греции.

## Машины на базе танка
- Fahrschulpanzer — машина для обучения механиков-водителей, у которой вместо боевой башни установлена кабина с макетом пушки[132]
- Panzerschnellbrücke 2 — мостоукладчик[133]
- Panzerschnellbrücke Leguan[нем.] (нем. Leguan — игуана) — мостоукладчик[134]
- Bergepanzer 3 Büffel (нем. Büffel — буйвол) — бронированная ремонтно-эвакуационная машина (БРЭМ)[135]
- Wisent 2 (нем. Wisent — бизон) — БРЭМ, имеет модульную конструкцию, что позволяет переоборудовать её из бронированной инженерной машины в бронированную ремонтно-эвакуационную и наоборот менее, чем за 5 часов[136]
- Panzerhaubitze 2000 — самоходная артиллерийская установка (ходовая часть)[137]
- Leopard 2L — мостоукладчик для финской армии[138]
- Leopard 2R — бронированная машина разминирования (БМР) на базе Leopard 2А4 для финской армии[138]
- AEV 3 Kodiak — инженерный танк[139]
- Leopard 2 Marksman[англ.] ― финская самоходная зенитная установка на шасси танка Leopard 2A4[140].
- Panther KF51 — новый немецкий основой боевой танк разработки Rheinmetall, унаследовавший от «Леопарда-2» корпус, силовой агрегат, трансмиссию и ходовую часть[141]

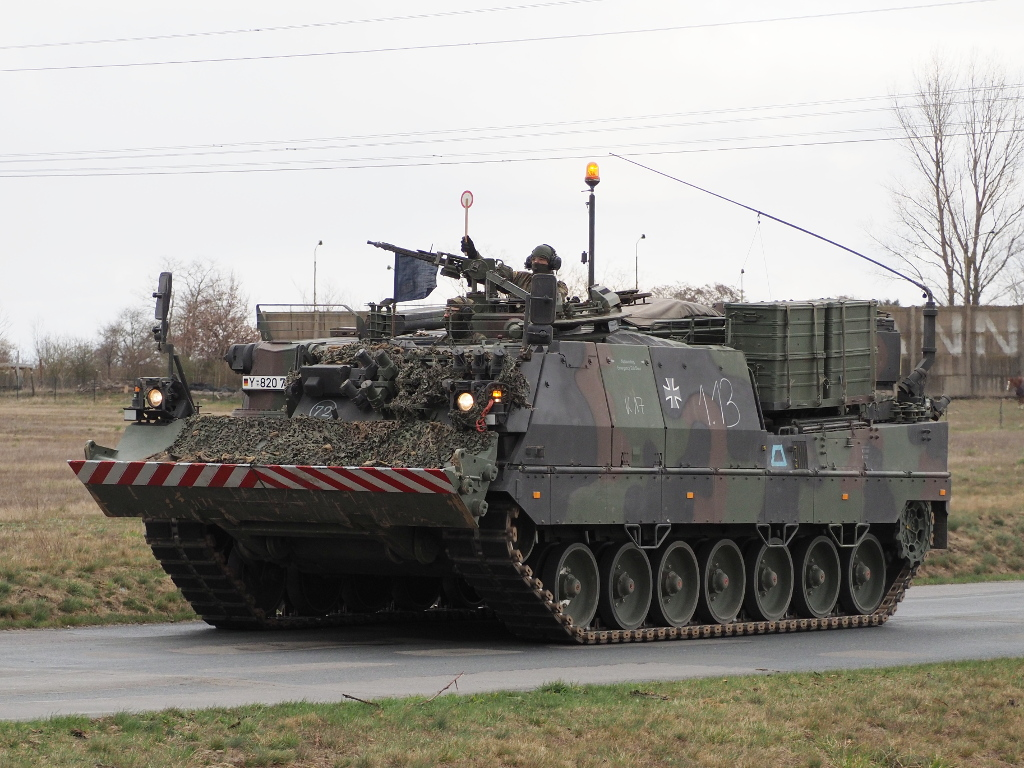
БРЭМ Bergepanzer 3 Büffel
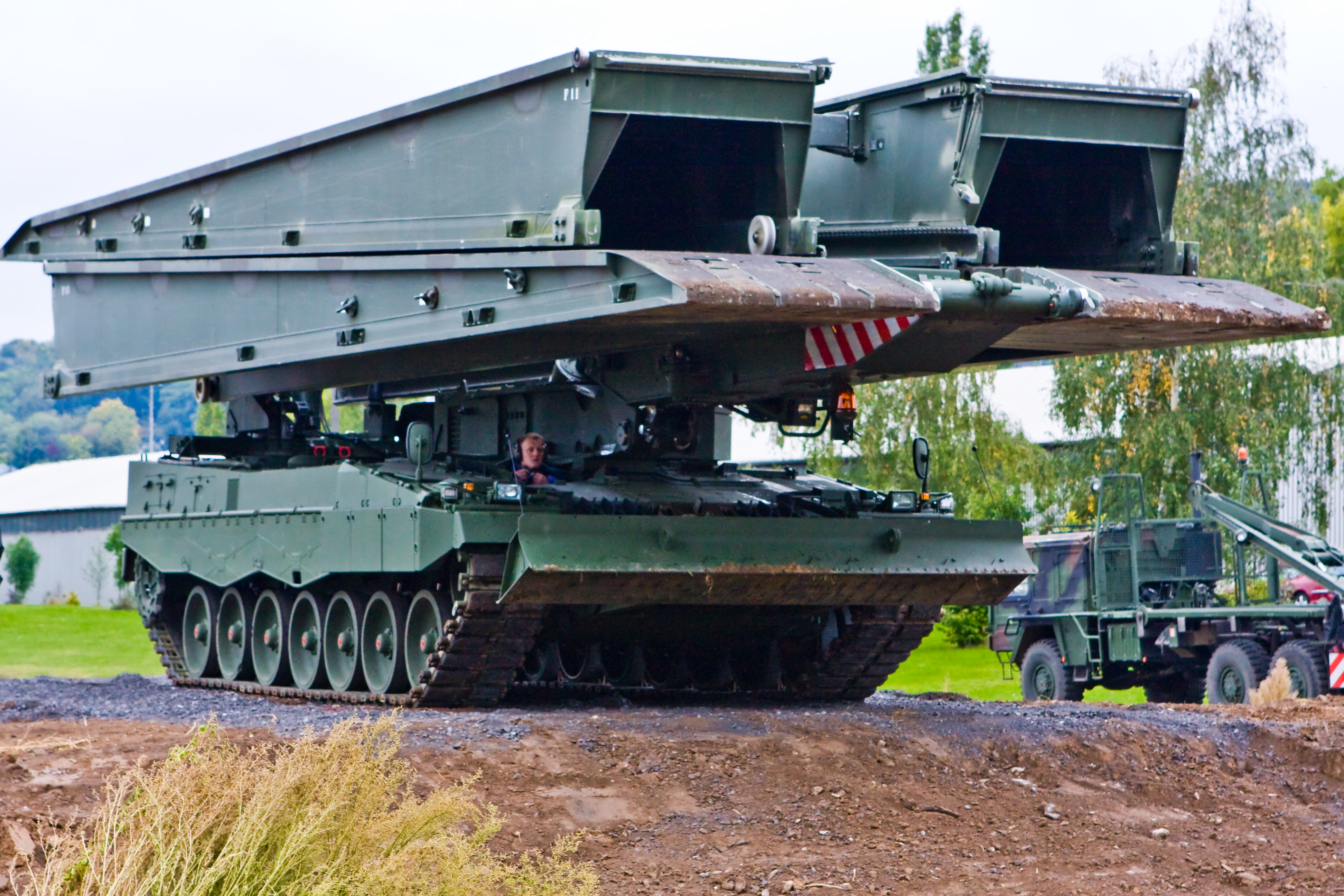
Мостоукладчик (Panzerschnellbrucke) Leguan
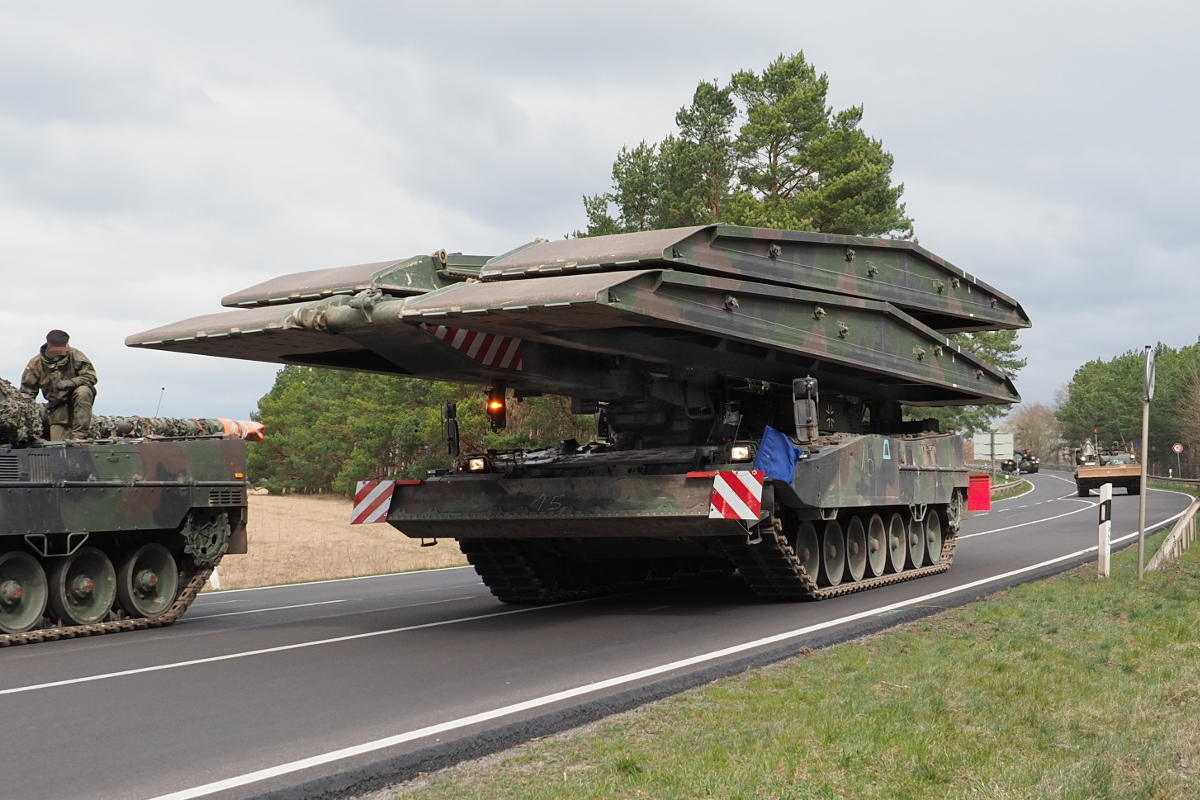
Вариант Легуан (Leguan)
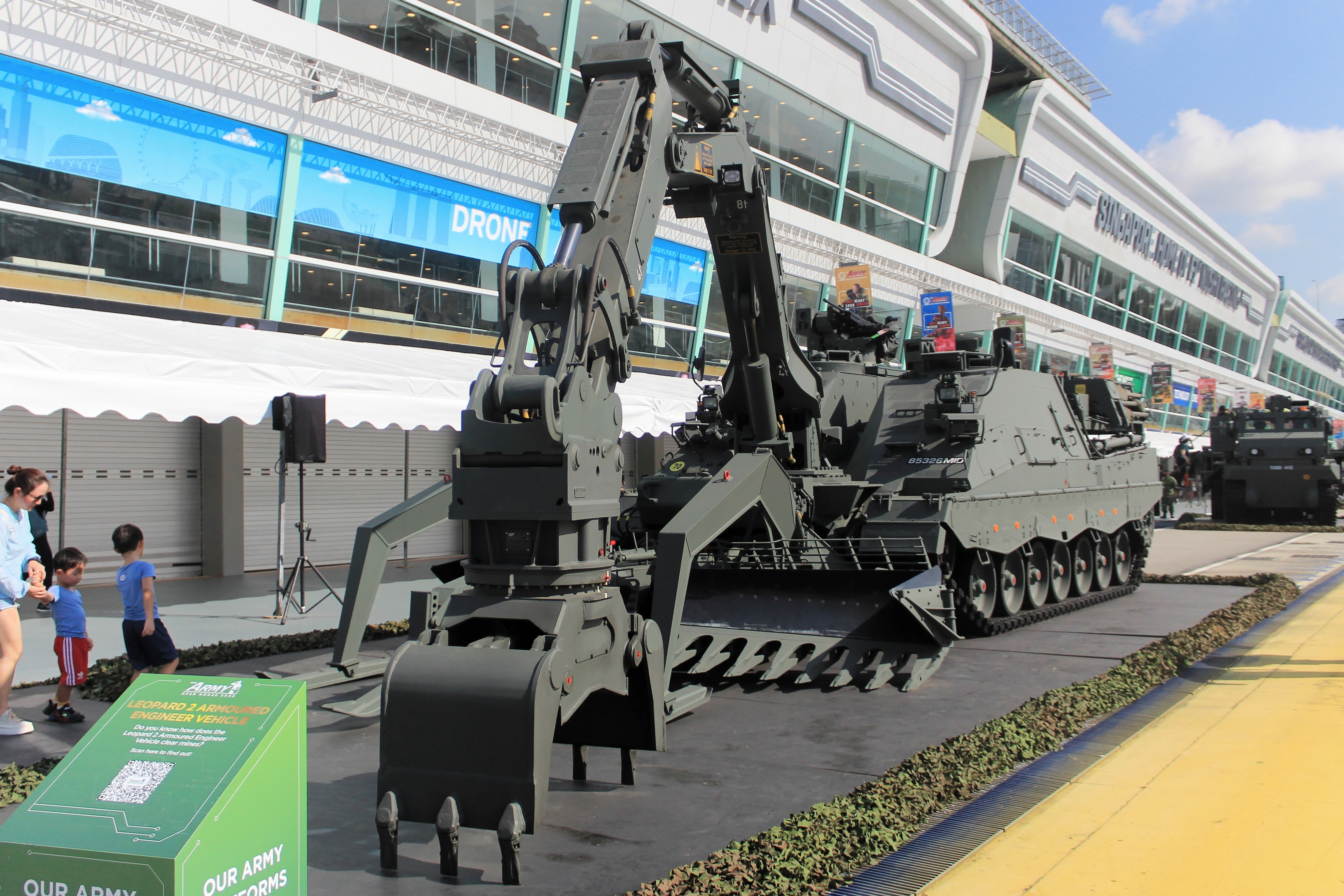
Инженерный танк Кодиак (Kodiak)
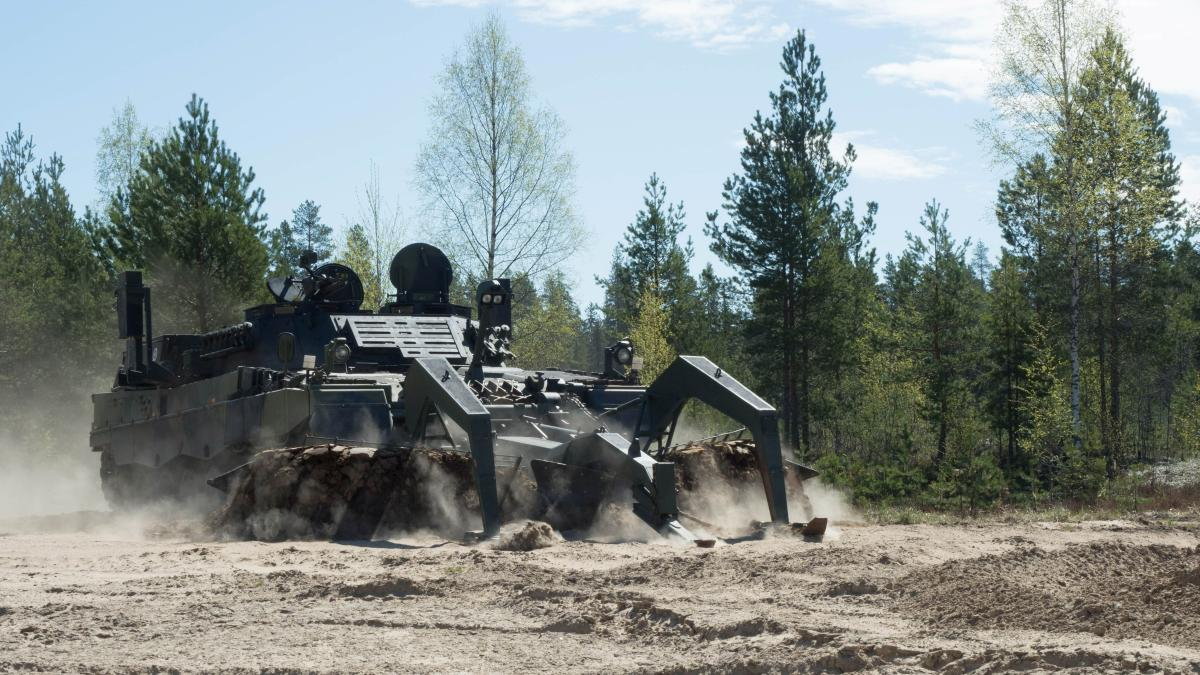
БМР Leopard 2R

## Технические характеристики
| Экипаж:                             | 4 | 4 | 4 | 4 | 4 | 4 |                                                  |                                                  |                                                  |
| Двигатель:                          | MTU MB 873 Ka-501 12-цилиндровый дизель с двойным турбонаддувом | MTU MB 873 Ka-501 12-цилиндровый дизель с двойным турбонаддувом | MTU MB 873 Ka-501 12-цилиндровый дизель с двойным турбонаддувом | MTU MB 873 Ka-501 12-цилиндровый дизель с двойным турбонаддувом | MTU MB 873 Ka-501 12-цилиндровый дизель с двойным турбонаддувом | MTU MB 873 Ka-501 12-цилиндровый дизель с двойным турбонаддувом |                                                  |                                                  |                                                  |
| Мощность:                           | 1500 л. с. (1103 КВт) при 2600 об/мин | 1500 л. с. (1103 КВт) при 2600 об/мин | 1500 л. с. (1103 КВт) при 2600 об/мин | 1500 л. с. (1103 КВт) при 2600 об/мин | 1500 л. с. (1103 КВт) при 2600 об/мин | 1500 л. с. (1103 КВт) при 2600 об/мин |                                                  |                                                  |                                                  |
| Крутящий момент:                    | 4700 Нм при 1600—1700 об/мин | 4700 Нм при 1600—1700 об/мин | 4700 Нм при 1600—1700 об/мин | 4700 Нм при 1600—1700 об/мин | 4700 Нм при 1600—1700 об/мин | 4700 Нм при 1600—1700 об/мин |                                                  |                                                  |                                                  |
| Трансмиссия:                        | Гидромеханический привод управления, реверса и рулевого управления HSWL 354 с комбинированным гидродинамически-механическим рабочим тормозом, 4 передних передачи и 2 задних | Гидромеханический привод управления, реверса и рулевого управления HSWL 354 с комбинированным гидродинамически-механическим рабочим тормозом, 4 передних передачи и 2 задних | Гидромеханический привод управления, реверса и рулевого управления HSWL 354 с комбинированным гидродинамически-механическим рабочим тормозом, 4 передних передачи и 2 задних | Гидромеханический привод управления, реверса и рулевого управления HSWL 354 с комбинированным гидродинамически-механическим рабочим тормозом, 4 передних передачи и 2 задних | Гидромеханический привод управления, реверса и рулевого управления HSWL 354 с комбинированным гидродинамически-механическим рабочим тормозом, 4 передних передачи и 2 задних | Гидромеханический привод управления, реверса и рулевого управления HSWL 354 с комбинированным гидродинамически-механическим рабочим тормозом, 4 передних передачи и 2 задних |                                                  |                                                  |                                                  |
| Подвеска:                           | Торсионная подвеска с гидравлическими амортизаторами | Торсионная подвеска с гидравлическими амортизаторами | Торсионная подвеска с гидравлическими амортизаторами | Торсионная подвеска с гидравлическими амортизаторами | Торсионная подвеска с гидравлическими амортизаторами | Торсионная подвеска с гидравлическими амортизаторами |                                                  |                                                  |                                                  |
| Длина с башней вперёд:              | 9,67 м | 9,67 м | 9,67 м | 9,67 м | 10,97 м | |                                                  |                                                  |                                                  |
| Ширина:                             | 3,7 м | 3,76 м | 3,76 м | 3,76 м | 3,76 м | 3,76 м | 3,76 м                                           |                                                  |                                                  |
| Высота:                             | 2,79 м | 3.03 м | 3.03 м | 3.03 м | 3.03 м | 3.03 м | 3.03 м                                           |                                                  |                                                  |
| Дорожный просвет:                   | 0,54 м | 0,54 м | 0,54 м | 0,54 м | 0,54 м | 0,54 м |                                                  |                                                  |                                                  |
| Преодолеваемый брод:                | 1,2 м | 1,2 м | 1,2 м | 1,2 м | 1,2 м | 1,2 м |                                                  |                                                  |                                                  |
| Преодолеваемый брод с шнорхелем:    | 4 м | 4 м | 4 м | 4 м | 4 м | 4 м |                                                  |                                                  |                                                  |
| Преодолеваемый ров:                 | 3 м | 3 м | 3 м | 3 м | 3 м | 3 м |                                                  |                                                  |                                                  |
| Преодолеваемая стенка:              | 1,1 м | 1,1 м | 1,1 м | 1,1 м | 1,1 м | 1,1 м |                                                  |                                                  |                                                  |
| Масса пустого:                      | 52 т | 57,3 т | 57,3 т | 57,6 т A6M 60,2 т | 57,6 т A6M 60,2 т | 57,6 т A6M 60,2 т | 57,6 т A6M 60,2 т                                | 57,6 т A6M 60,2 т                                | 57,6 т A6M 60,2 т                                |
| Масса снаряженного:                 | 55,15 т | 59,5 т | 59,5 т | A6 59,9 т (максимальный вес: 61,7 т), A6M 62,5 т | A6 59,9 т (максимальный вес: 61,7 т), A6M 62,5 т | A6 59,9 т (максимальный вес: 61,7 т), A6M 62,5 т | A6 59,9 т (максимальный вес: 61,7 т), A6M 62,5 т | A6 59,9 т (максимальный вес: 61,7 т), A6M 62,5 т | A6 59,9 т (максимальный вес: 61,7 т), A6M 62,5 т |
| Максимальная скорость:              | 68 км/ч; задний ход 31 км/ч | 68 км/ч; задний ход 31 км/ч | 68 км/ч; задний ход 31 км/ч | 68 км/ч; задний ход 31 км/ч | 68 км/ч; задний ход 31 км/ч | 68 км/ч; задний ход 31 км/ч |                                                  |                                                  |                                                  |
| Запас горючего:                     | 1160 л (ограничен до 900 л в небоевых условиях) | 1160 л (ограничен до 900 л в небоевых условиях) | 1160 л (ограничен до 900 л в небоевых условиях) | 1160 л (ограничен до 900 л в небоевых условиях) | 1160 л (ограничен до 900 л в небоевых условиях) | 1160 л (ограничен до 900 л в небоевых условиях) |                                                  |                                                  |                                                  |
| Расход топлива и запас хода:        | ~210 л/100 км, ~550 км | ~230 л/100 км, ~500 км | ~230 л/100 км, ~500 км | ~230 л/100 км, ~500 км | ~230 л/100 км, ~500 км | ~230 л/100 км, ~500 км | ~230 л/100 км, ~500 км                           |                                                  |                                                  |
| Время полного оборота башни (360°): | 10 сек | 10 сек | 10 сек | 10 сек | 10 сек | 10 сек |                                                  |                                                  |                                                  |
| вооружение:                         | Rheinmetall 120 мм гладкоствольная пушка L/44 и 2 пулемёта MG3 (один спаренный, один зенитный)                                                                               | Rheinmetall 120 мм гладкоствольная пушка L/44 и 2 пулемёта MG3 (один спаренный, один зенитный)                                                                               | Rheinmetall 120 мм гладкоствольная пушка L/44 и 2 пулемёта MG3 (один спаренный, один зенитный)                                                                               | Rheinmetall 120 мм гладкоствольная пушка L/44 и 2 пулемёта MG3 (один спаренный, один зенитный)                                                                               | Rheinmetall 120 мм гладкоствольная пушка L/55 и 2 пулемёта MG3 (один спаренный, один зенитный)                                                                               | |                                                  |                                                  |                                                  |
| Масса башни:                        | 16 т | 21 т | 21 т | 21 т | 21 т | 21 т | 21 т                                             |                                                  |                                                  |

## На вооружении

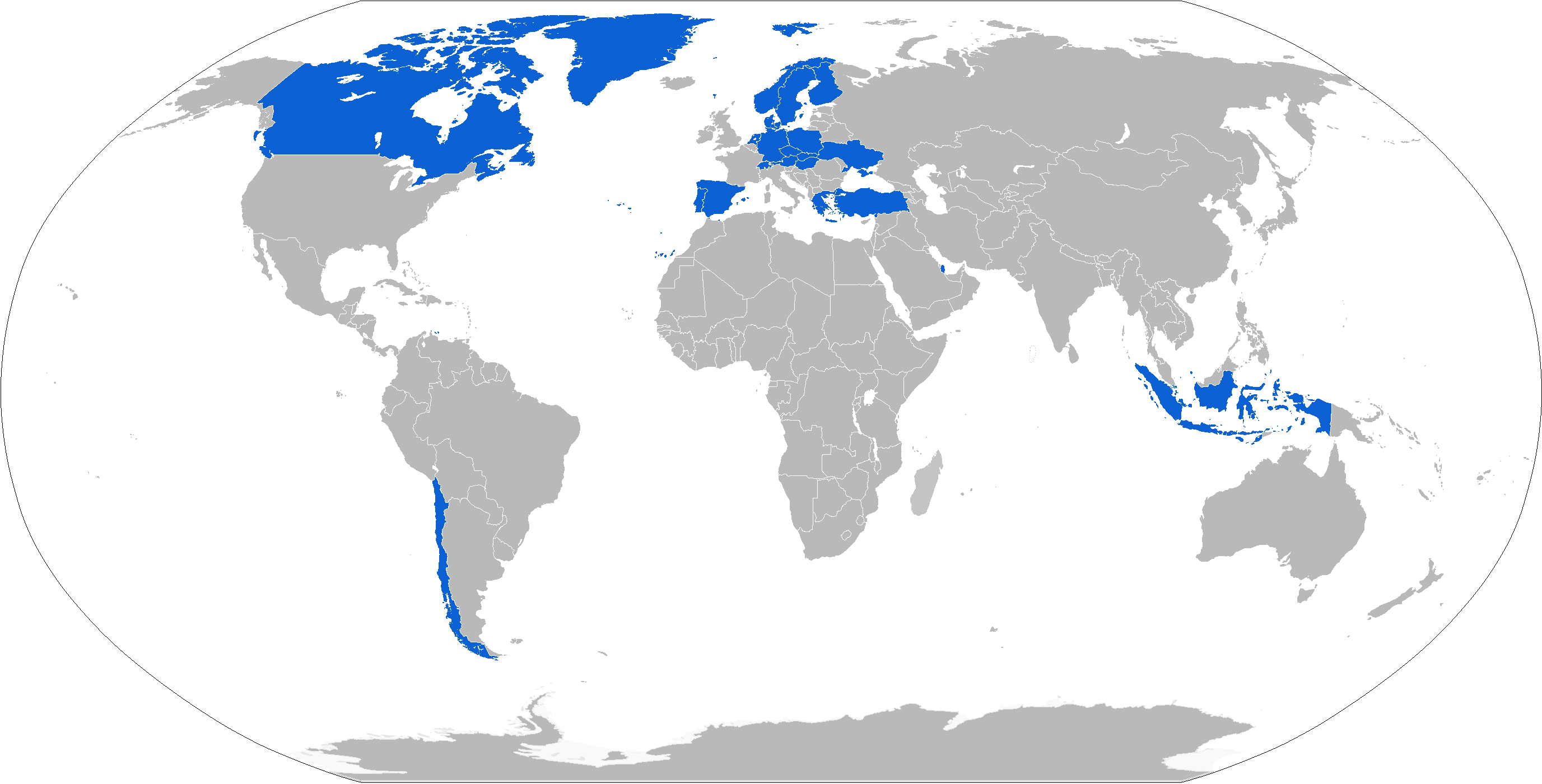
Карта операторов Leopard 2 по состоянию на 2023

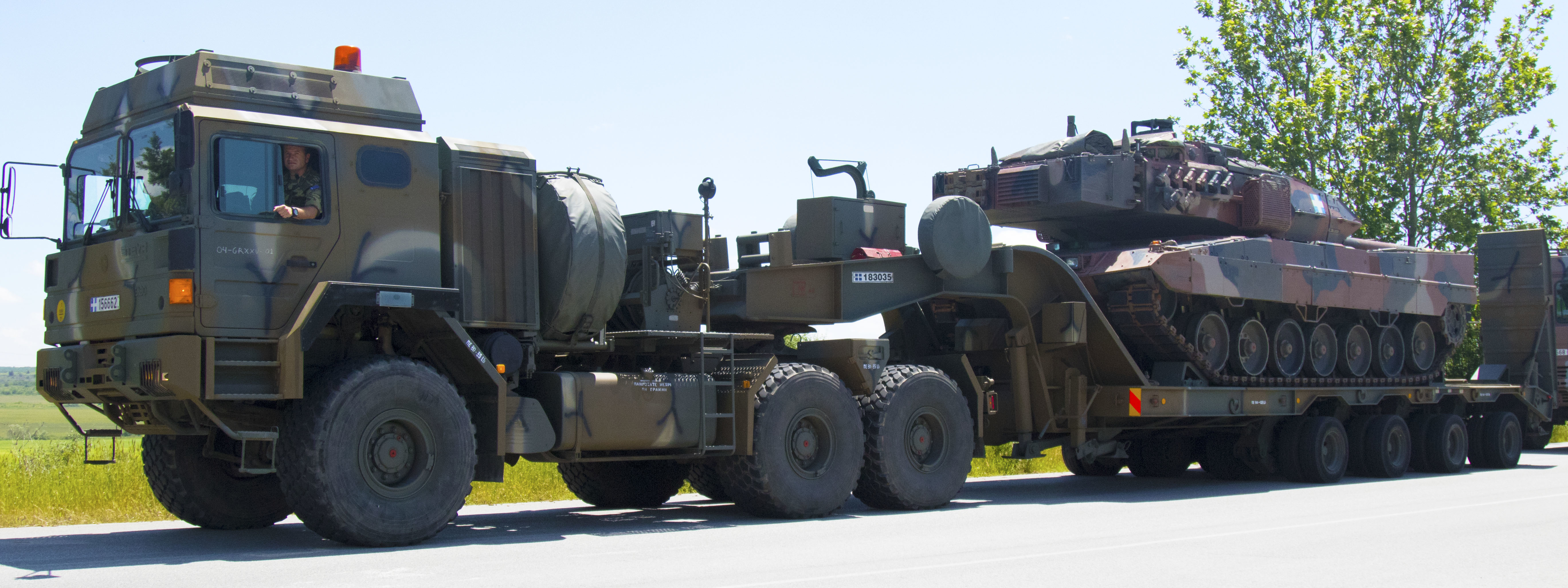
Leopard 2A6 СВ Греции на танковозе MAN 40.633 FX DFAETX

По состоянию на январь 2023 года, в арсеналах 13 европейских армий имеется более 2000 единиц танков «Леопард-2». В том числе, 320 танков стоит на вооружении армии Германии, однако министерство обороны Германии не раскрывает информацию, какое количество из них находится в готовом к бою состоянии. Всего в мире, по данным Military Balance используется около 2500 танков этого типа. По действующим правилам, передача танков в страны, не указанные в исходном контракте поставки, требует разрешения правительства Германии.
| Страна     | 2А4     | 2А5     | 2А6 | 2А7 |
| ---------- | ------- | ------- | --- | --- |
| Австрия    | 56      | -       | -   | -   |
| Венгрия    | 12      | -       | -   | 1   |
| Германия   | 22+2,13 | -       | 209 | 104 |
| Греция     | 183     | -       | 170 | -   |
| Дания      | -       | 153     | -   | 29  |
| Индонезия  | 42+614  | -       | -   | -   |
| Испания    | 985     | -       | 219 | -   |
| Канада     | 34+206  | -       | 20  | -   |
| Катар      | -       | -       | -   | 62  |
| Норвегия   | 36+81   | -       | -   | -   |
| Польша     | 717     | 105+578 | -   | -   |
| Португалия | -       | -       | 34  | -   |
| Сингапур   | 96+9    | -       | -   | -   |
| Словакия   | 610     | -       | -   | -   |
| Турция     | 316     | -       | -   | -   |
| Украина    | 60      | 60      | 60  | -   |
| Финляндия  | 1001    | -       | 100 | -   |
| Чехия      | 311     | -       | -   | -   |
| Чили       | 140     | -       | -   | -   |
| Швейцария  | 134+961 | -       | -   | -   |
| Швеция     | -       | 11012   | -   | -   |

Примечание:

1 — на хранении

2 ― на хранении у Rheinmetall

3 — 15 экземпляров в настоящее время модернизируются до версии 2А7

4 — 42 Leopard 2A4+ и 61 Leopard 2RI

5 ― из них минимум 53 находятся на хранении на базе Касетас в Сарагосе

6 — 34 Leopard 2A4 и 20 Leopard 2A4M CAN

7 — 71 танк Leopard 2A4 должны быть модернизированы до версии 2PL

8 — 57 Leopard 2PL

9 — более 96 Leopard 2SG

10 — 6 танков версии 2A4 поставлены, 9 должны быть доставлены за счёт обмена

11 — 3 танка версии 2A4 поставлены, 11 должны быть доставлены за счёт обмена, в феврале 2024 года стало известно, что Чехия получит от Германии ещё 14 танков версии 2A4, в декабре Чехия заказала ещё 14 таких танков. 

12 — 110 Strv 122

13 — согласно отчёту Германии за 2023 год в регистр обычных вооружений ООН, всего в стране имелось 562 танка Leopard 2 всех модификаций

### Бывшие
- Нидерланды по состоянию на 2016 год[176]:
  - Последние стоявшие на вооружении 60 Leopard 2A6NL 8 мая 2011 были отправлены на хранение и позже проданы[37].

### Потенциальные
- Италия
  - 9 марта 2023 года агентство Agenparl[англ.] сообщило, что Италия рассматривает покупку 250 танков Leopard 2A7+ для своих вооружённых сил, сумма потенциального контракта составляет 8 млрд евро[177].
- Литва
  - 25 мая 2023 года издание Europäische Sicherheit & Technik[нем.] сообщило о намерениях Литвы купить танки Leopard 2А8[178]. 25 июля 2023 года министр обороны Арвидас Анушаускас заявил, что Литвой было отправлено письмо с намерениями о присоединении к программе и закупке около 54 танков модификации 2A8 за 2 млрд евро[179].
- Чехия
  - По информации немецкой прессы, Чехия планирует подписать контракт на поставку 70 танков Leopard 2A8[85]. 13 августа чешское правительство одобрило контракт на покупку 44 танков Leopard 2A8CZ на сумму 32,8 млрд крон ($1,6 млрд)[180].
- Нидерланды
  - В мае 2025 года Министерство обороны Нидерландов заключило контракт на поставку 46 танков Leopard 2A8 с опцией на шесть дополнительных[181].

## Боевое применение

### Косово

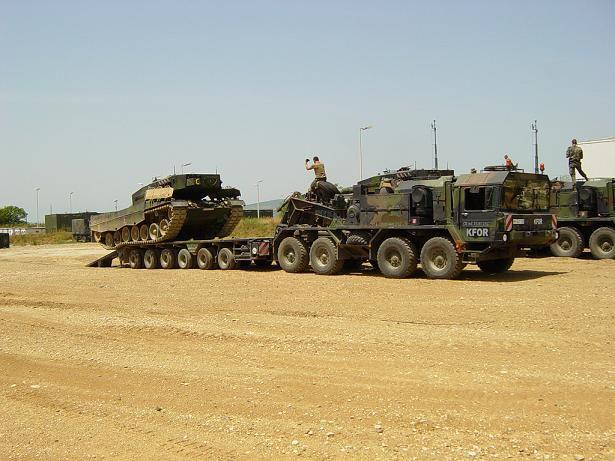
Немецкий Leopard 2A4 выгружается из танкового транспортера SLT 50-3 Elefant в Косово, июль 2002 года

12 июня 1999 года 28 танков Leopard 2A5 33-го и 214-го танковых батальонов бундесвера были переброшены в город Призрен Косово в составе KFOR. Они использовались для патрулирования, защиты блокпостов и баз, а также для демонстрации силы. 26 июня 1999 года Leopard 2А5 произвёл четыре предупредительных выстрела близ города Ораховац. В 2000—2001 годах их сменили танки Leopard 2А4, которые были переведены в Македонию. Затем они находились в австрийско-швейцарском лагере «Касабланка», пока в 2004 году не вернулись в Германию.

### Афганистан
Использовался силами ISAF в ходе войны в Афганистане. Во время наступления в провинции Гильменд 2 ноября 2007 года танк Leopard 2A6M подорвался на самодельном взрывном устройстве (СВУ), но ни экипаж, ни сам танк не получили каких-либо существенных повреждений. В январе 2008 года датские Leopard 2А5DK участвовали в бою с талибами у реки Гильменд. 28 февраля датский танк наехал на СВУ, взрыв повредил одну гусеницу, экипаж не пострадал, танк своим ходом вернулся в лагерь для ремонта. 28 июля на СВУ подорвались 2 датских танка. В одном случае никто из экипажа не пострадал. В другом случае члены 3 члена экипажа получили ранения различной степени тяжести, механик-водитель погиб. 7 декабря 2008 года датские танки приняли участие в операции «Красный кинжал». Министерство обороны Великобритании высоко оценило роль датских танков в успехе операции.

### Сирия

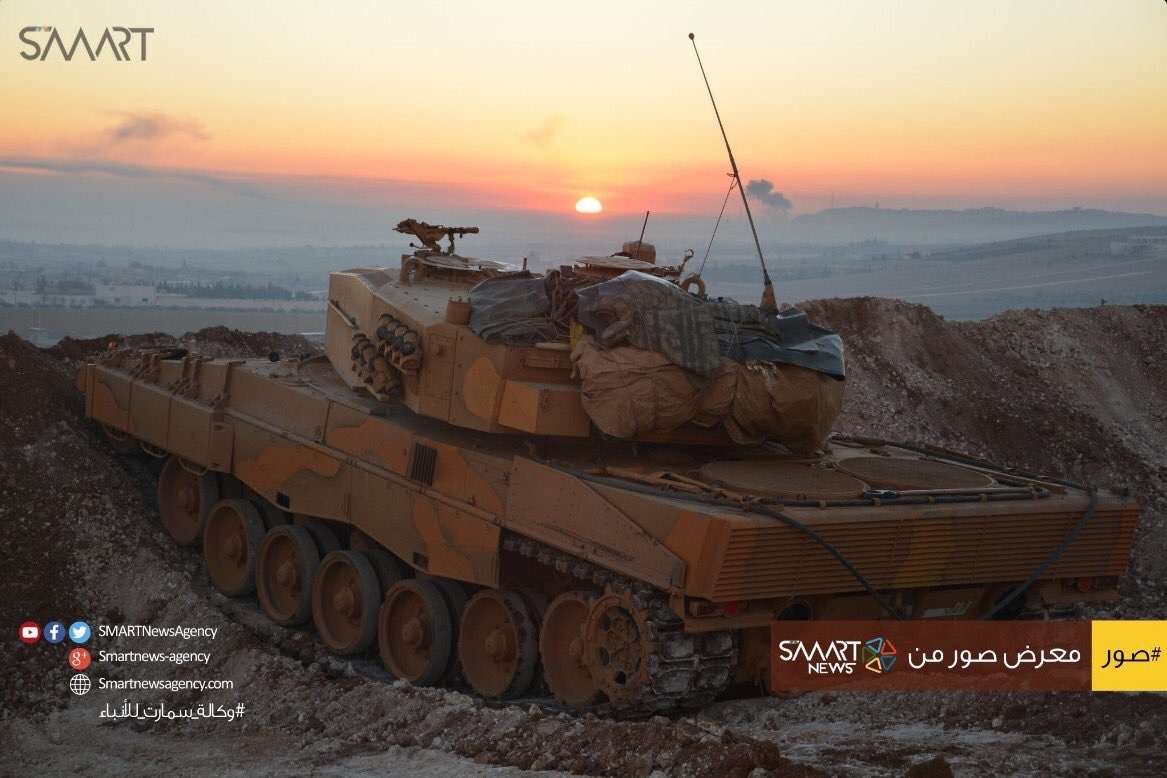
Leopard 2A4 Вооружённых сил Турции в Алеппо

Leopard 2А4 используются Турцией в рамках вмешательства в гражданскую войну в Сирии. Подобное использование немецких танков вызвало недовольство в немецком обществе, впоследствии Германия отказалась от сделки по установке на турецкие танки современной противоминной защиты по типу 2A6M.
Во время операции «Щит Евфрата» по оценке журнала Polska Zbrojna, в битве за Эль-Баб участвовало 30 турецких танков Leopard 2А4. Официальное число уничтоженных танков неизвестно. Точно известно как минимум о 8 повреждённых или уничтоженных Leopard 2А4. Предположительно, это число достигает 10. По оценке Polska Zbrojna, по крайней мере 6 из них были поражены противотанковыми управляемыми ракетами (ПТУР Фагот или Конкурс), 3 были уничтожены самодельными взрывными устройствами (СВУ) или фугасами, а 1 был повреждён автомобилем-бомбой. Все попадания из ПТУР пришлись на боковые и заднюю стороны танка. По оценке Сергея Макарова на сайте Defence.ru, из тех же 10 танков ПТУР было повреждено — 5, 2 подорвались на минах, 1 был повреждён ракетой или миномётной миной, у 1 было повреждено днище и 1 был захвачен.
Во время операции «Оливковая ветвь» 3 февраля 2018 года в Африне из ПТРК был подбит турецкий Leopard 2А4. Пять членов экипажа погибло.

### Украина

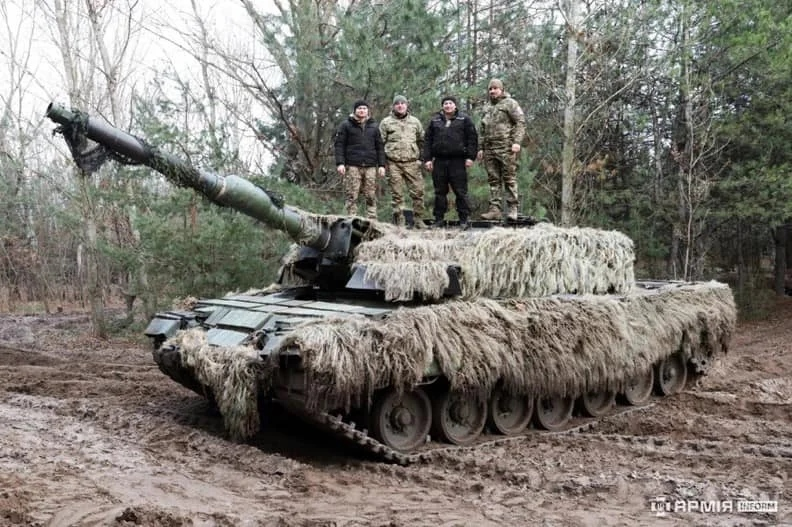
Leopard 2A4 Вооружённых сил Украины в защитной накидке

Используются во время вторжения России на Украину Вооружёнными силами Украины на Запорожском фронте с июня 2023 года. Leopard 2A6 стоят на вооружении 47-й омехбр, Leopard 2A4 — 33-й омехбр, Strv 122 — 21-й омехбр.
Один Leopard 2А4 и 3 Leopard 2A6 были потеряны во время попытки прорыва под селом Малая Токмачка 8 июня. Позднее украинским военным удалось установить стабильный контроль над полем боя и эвакуировать большую часть повреждённой техники. После этой попытки прорыва, ВСУ изменили тактику применения своих танков «Леопард-2»: их стали использовать преимущественно в тёмное время и для обстрела вражеских позиций с большой дистанции. К концу августа за 13 недель контрнаступления ВСУ визуально подтверждённые потери составили всего 5 уничтоженных танков «Леопард-2» (2 2А4 и 3 2А6) и 10 повреждённых (4 2А4 и 6 2А6). Все повреждённые танки версии 2A4 были доставлены на ремонт на завод PGZ в польском городе Гливице, а версий Strv 122 и 2A6 — в Литву. При этом в 4 из 5 случаев у уничтоженных танков были открыты люки башни и корпуса, что свидетельствует о том, что экипаж успел покинуть танк до его уничтожения.
23 сентября под Сватово подорвались на минах и были оставлены своими экипажами два Strv 122. В начале октября выяснилось, что украинским военным удалось эвакуировать и доставить на ремонтную базу как минимум один из этих танков который получил поверхностные повреждения, судьба второго пока не известна.
Следующий эпизод с потерей танков Leopard 2A4 случился только 24 октября: три машины были уничтожены атакой дронов на Токмакском направлении. 30 октября Strv 122 был подбит противотанковой ракетой, а Leopard 2A6 был оставлен экипажем и потерян недалеко от Бердычей после пробития бензобака и возгорания топлива. Позднее, после занятия Бердычей, ВС РФ удалось вытащить этот Leopard 2A6 с поля боя и 1 мая 2024 он был представлен на выставке военной техники, захваченной ВС РФ в ходе вторжения России на Украину, приуроченной к празднованию Дня Победы.
По информации военного эксперта Стивена Байдла, к концу января 2024 года из менее чем 100 поставленных Украине танков «Леопард-2» как минимум 26 выведено из строя; другие не могут использоваться из-за технического обслуживания или ремонта.

## Оценка проекта
«Леопард-2» имеет высокую надёжность, живучесть, отличную огневую мощь, в мировом рейтинге танков, который составляет журнал Military Ordnance, часто занимает первое место, среди сильных сторон танка эксперты отмечают высокий уровень защиты и быструю и надёжную систему управления огнём. Из недостатков машины отмечается её относительно высокая стоимость. Вооружение, в частности боеприпасы, постоянно улучшается и его характеристики растут. Последние модификации танка имеют защиту лба башни на самом высоком уровне.
В 2015 году The National Interest заявил, что Leopard 2А7 можно считать лучшим танком в мире из всех находящихся на боевом посту, отмечая, что «Леопард-2» очень сбалансированный, прекрасно продуманный и сконструированный танк. В 2018 году то же издание отметило, что «Меркава», является более живучей машиной, чем «Леопард-2» или M1 «Абрамс».
В январе 2023 году Международный институт стратегических исследований (IISS) отмечает, что «Леопард-2» «пожалуй, самый успешный из современных западных танков». По мнению экспертов IISS, «Леопард-2» от модификации 2A5 и выше, а также польская модификация Leopard 2PL даёт экипажу преимущество перед всеми российскими танками, кроме самых последних российских бронемашин, из-за тепловизионной оптики командира к дополнению прицела наводчика.
Эксперты британского Royal United Services Institute отмечают превосходство «Леопардов-2» всех модификаций над советскими танками Т-72 и Т-90, в частности в системе стабилизации орудия, что повышает точность при стрельбе в движении. Кроме того, часть боезапаса «Леопарда-2» находится не в боевом отделении башни, а за перегородкой, что снижает риск подрыва при попадании, особенно при поражении танка в крышу башни.
Считается самым коммерчески успешным танком в мире.